# Harlingen (stad)
Harlingen (Westerlauwers Fries: Harns ([ha:ⁿs], uitspraakⓘ) is een stad in de Nederlandse provincie Friesland en de hoofdplaats van de gelijknamige gemeente. Harlingen behoort tot de Friese elf steden en telt ongeveer 15.200 inwoners (1 januari 2023). Het is de op vier na grootste plaats van Friesland. De haven van Harlingen is de belangrijkste haven van de provincie.

## Geschiedenis

### Ontstaan en stadsrechten

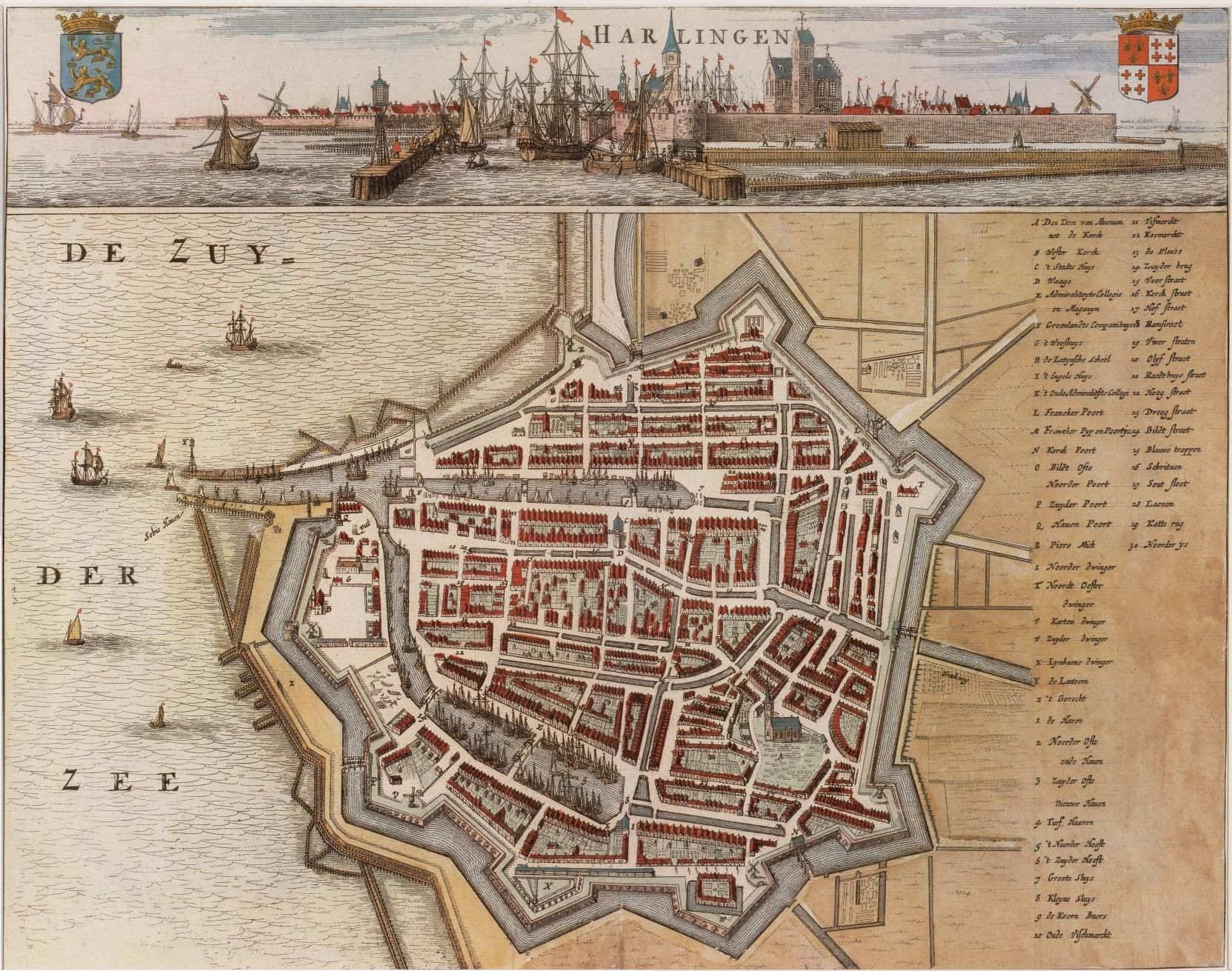
Historische kaart van Harlingen uit 1664

Harlingen werd voor het eerst in 1228 genoemd als Herlinge, een niet-agrarische buurt ten westen van Almenum en het klooster Ludingakerke. De monniken van het klooster hielden zich o.a. bezig met het graven van vaarten en kanalen. Ook voor zoutwinning uit verzilt veen en voor baksteenproductie moest er gegraven worden.
Dat Harlingen in 1234 stadsrechten zou hebben gekregen wordt voor het eerst door Andreus Cornelius in zijn kroniek uit 1597 vermeld. Deze kroniek wordt als niet betrouwbaar beschouwd en bewijzen voor deze vroege stadsrechten zijn er niet.
Ten noordwesten van Harlingen lag het eiland Griend. Het was in de Middeleeuwen deels eigendom van twee kloosters. Klooster Mariëngaarde had er een uithof met kloosterschool en de kerk was eigendom van het klooster Ludingakerke. Latere bronnen spreken over een stad, maar er moet eerder worden gedacht aan een wierde met een handelsnederzetting met een aantal losse boerderijen op eigen huiswierden op de kwelder. In elk geval was de kwelder van Griend omvangrijk en de moeite van exploiteren waard. Na de desastreuze Sint-Luciavloed in 1287 begon de aftakeling van de Griend. In 1720 stond er nog maar één huis, en in 1835 werd het enkel nog als schaapsweide gebruikt. Thans is Griend nog slechts een zandplaat in de Waddenzee.
De naam Harlingen is vermoedelijk afkomstig van de state Harlinga. In 1311 kwam "Harlingen" voor in Engelse havenregisters. In 1579 ondertekenden afgezanten van de stad de Unie van Utrecht en op 22 december 1634 ontving Harlingen zijn octrooi van de Staten van Friesland voor Groenlandsch- en Straat Daevids-visscherij (walvisvaart).
Twee eeuwen lang bestaat Harlingen, gelegen op een bogtigen uithoek der kust, in de schaduw van de universiteitsstad Franeker. Maar door de verbinding met de zee nam de welvaart gestaag toe. Vroeger lag de stad westelijker dan vandaag, maar de zee sloeg regelmatig land weg. In 1543 en 1565 breidde men uit in noordelijke richting, zodat de Noorderhaven de Binnenhaven wordt, die hij nu nog is. Op de middag van 17 mei 1568 werden tot verbazing van de Harlingers 1800 Waalse soldaten aan land gezet, die later in de slag bij Heiligerlee verslagen worden.
Na de stormvloed in de zomer van 1573 moesten dijkgedeelten ten noorden en zuiden van Harlingen landinwaarts nieuw worden aangelegd. De Spaanse kolonel Caspar de Robles perste de bevolking geregeld geld af voor de soldij van zijn soldaten. Hij was in 1574, inmiddels stadhouder, traag bij de voedselvoorziening voor de dijkwerkers en er dreigde hongersnood ook voor de burgers van de stad. Die mochten bovendien de stad niet verlaten op straffe van verbeurdverklaring van hun bezit. De geplande dijkhoogte van 12 voet bleef steken op 10 voet.

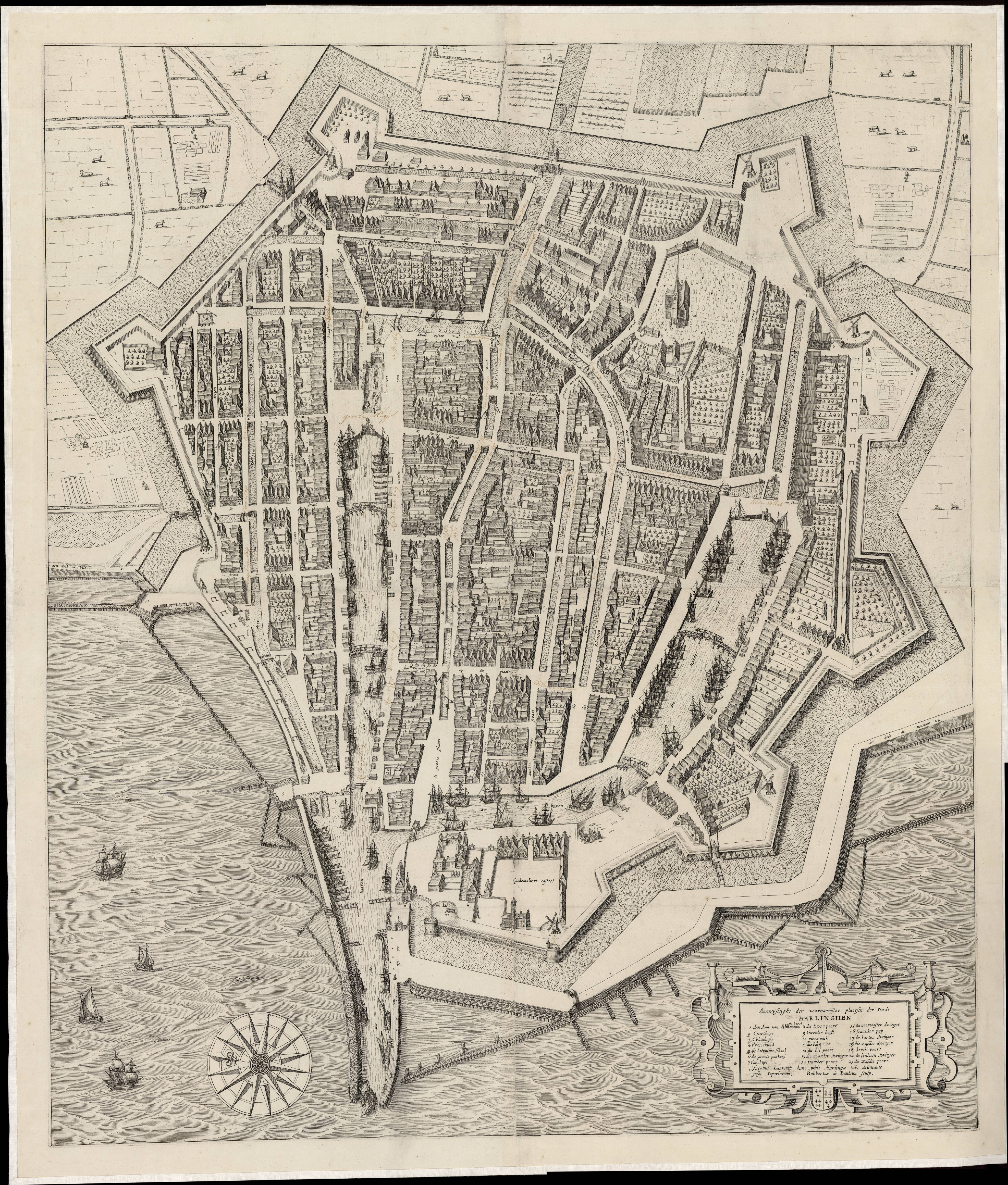
Harlingen omstreeks 1610 (De Baudouz en Lous)

In 1579 volgde een uitbreiding naar het oosten, mede door de toevloed van Vlaamse doopsgezinden die de katholieke repressie in de Zuidelijke Nederlanden ontvluchtten. Door deze uitbreiding die in drie maanden werd voltooid, lag de kerk van Almenum nu binnen de stadsvesten. De handelsvaart naar de landen om Noord- en Oostzee nam toe en in 1598 werd de stad weer uitgebreid, nu in zuidelijke richting. De kofschepen, karvelen en fluiten waarmee de Harlinger havens destijds vol lagen, zijn goed te zien op de stadsplattegrond uit 1610 van Robberetus de Baudouz en Jacob Lous. In 1596 werd het oudste nog bestaande stenen woonhuis gebouwd, De Vergulde Engel, aan de Lanen 28. Het gebouw is ieder jaar op Monumentendag te bezichtigen.

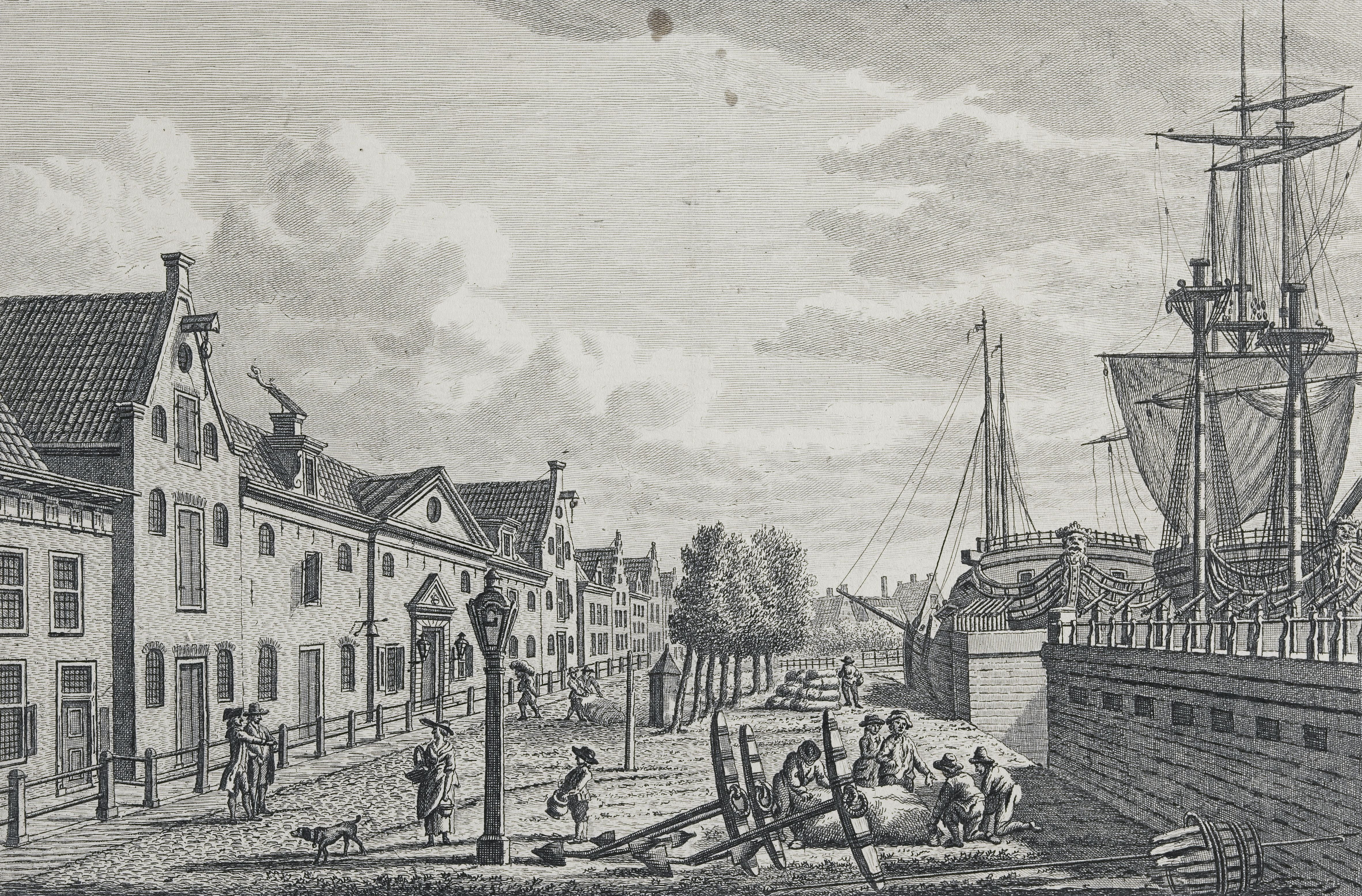
Admiraliteit van Friesland in de Zuiderhaven (1790)

In 1644 kwam de Friese Admiraliteit van Dokkum naar Harlingen. De Zuiderhaven kreeg het karakter van marinehaven. De vermaarde Tjerk Hiddes de Vries wordt er later luitenant-admiraal. De krijgsvaart bleef echter van minder belang dan de handelsvaart. Talrijke schippers onderhielden beurtvaarten naar de Waddeneilanden, naar alle hoeken van de provincie en naar de Zuiderzeehavens, waarvan Amsterdam de belangrijkste was. De stad kende veel nijverheid. Er waren scheepswerven, bierbrouwerijen, zeep- en zoutziederijen, steen- en pottenbakkerijen, kalkovens, graan- en zaagmolens. Maar zoals dat al eerder het geval was met de Hanzesteden aan de toenmalige Zuiderzee, werd Harlingen in de volgende eeuwen voorbijgestreefd door Amsterdam en Rotterdam. Toch bleef Harlingen als kustvaart- en vissershaven met veel voorzieningen en het nieuw gegraven Van Harinxmakanaal van groot economisch belang voor Friesland en de rest van Nederland.

### Pollendam
Omstreeks 1875 werd een stroomgeleidende dam (de Pollendam) aangelegd over de ondiepten tussen de Blauwe Slenk en het dieper water voor de Harlingen haven. Met de aanleg werden de getijdestromingen gekanaliseerd en kon een vaargeul uitgebaggerd worden. Hiermee werd een rechtstreekse vaarroute naar zee gecreëerd ook bij laagtij.

### Oranjebezoeken
Verschillende keren is Harlingen bezocht door de stadhouderlijke en later de koninklijke familie. Het eerste bezoek was van Willem van Oranje.
| Jaar | Persoon                                                                            | Opmerkingen                                                                          |
| ---- | ---------------------------------------------------------------------------------- | ------------------------------------------------------------------------------------ |
| 1581 | Willem van Oranje                                                                  | enige bezoek                                                                         |
| 1734 | Prins Willem IV                                                                    | eerste bezoek                                                                        |
| 1745 | Prins Willem IV                                                                    | tweede bezoek                                                                        |
| 1773 | Prins Willem V                                                                     | eerste bezoek                                                                        |
| 1791 | Prins Willem V                                                                     | tweede bezoek                                                                        |
| 1837 | Koning Willem I                                                                    |                                                                                      |
| 1873 | Koning Willem III                                                                  |                                                                                      |
| 1877 | Prins Hendrik van Oranje-Nassau                                                    | Prins Hendrik opent als plaatsvervanger van Koning Willem III de Nieuwe Willemshaven |
| 1905 | Koningin Wilhelmina Koningin-moeder Emma en Prins Hendrik van Mecklenburg-Schwerin |                                                                                      |
| 1950 | Koningin Juliana                                                                   | In het kader van een bezoek aan Friesland                                            |
| 1982 | Koningin Beatrix                                                                   | Koninginnedag                                                                        |
| 2016 | Koning Willem Alexander en Koningin Maxima                                         | Streekbezoek                                                                         |

## Inwoners
Veel Harlingers hebben weinig met Friesland, wat zich vertaalt in het feit dat slechts weinig Harlingers de Friese taal spreken en het weinig wordt onderwezen op Harlinger scholen. Als verklaring wordt gegeven dat Harlingen lange tijd afhankelijk was van de handel en zich daarom meer op Holland oriënteerde. Eerder hadden Harlingers het gevoel dat de provincie weinig voor hen deed, Franeker kreeg een universiteit en Leeuwarden genoot als hoofdstad veel privileges. Het feit dat gemeentelijke herindelingen in Friesland weinig voor Harlingen als gemeente opleverden heeft ook enigszins kwaad bloed gezet. Niet te vergeten dat Harlingen ooit, vergeleken met de rest van Friesland, een grote handelsstad was. Enkele Friezen nemen het gebrek aan Fries nationalisme en taal onder de Harlingers kwalijk. De Fryske Nasjonale Partij heeft nog nooit meegedaan aan de gemeenteraadsverkiezingen in de stad.

### Bijnamen
De bijnamen van Harlingers zijn "Tobbedansers" en "Ouwe seunen".
- De eerste bijnaam is te danken aan de productie van Harlinger bont. Deze kledingstof werd gemaakt van wol. Toen veel doopsgezinde Vlamingen vluchtten naar Nederland, belandden er relatief veel in Harlingen. Zij namen de gewoonte van tobbedansen mee: om de wol schoon te maken werd het in grote tobbes met water al trappelend en blootsvoets gereinigd. Vandaar de naam "Tobbedansers". Hieraan heeft ook het onderdeel "Tobbedansen" van het TROS-programma "Te land, ter zee en in de lucht", dat hier voor het eerst werd opgenomen, zijn naam te danken.
- Harlingers spreken een ieder aan met het woord "seun" (vrij vertaald 'zoon'). "Ouwe seun" is de aanspreekvorm voor geboren Harlingers. Vandaar dat Harlingers in Friesland ook bekendstaan als ouwe seunen.

### Taal en dialect
Het Fries wordt op de Harlinger scholen onderwezen (zij het op beperkt niveau), maar weinig gesproken. Het Harlingers wordt meer gesproken, maar over het algemeen blijft de Nederlandse taal het meest gebruikt. In de gemeentelijke dorpen Midlum en Wijnaldum wordt het Fries wel gesproken. De vaarten en kanalen rond Harlingen hebben ook Nederlandse namen en geen Friese. Binnen de Vereniging Oud Harlingen ressorteert de taalgroep "Se Suuden en Se Wuuden" met als doel het vastleggen van de Harlinger taal in woord en geschrift.

## Wijken
Harlingen kent de volgende wijken:
- Oosterpark
- Schepenwijk
- De Schil (hofjes om Schepenwijk)
- Harlinger Havenkwartier
- Noorderkwartier
- Binnenstad
- Groot Ropens
- Trebolbuurt (vh. Achter de Skouburg)
- Bynia State
- Het Rooie dorp
- Plan Almenum
- De Spiker
- Plan Ludinga
- Plan Zuid
- Koningsbuurt

Binnen het stadsgebied ligt de buurtschap IJslumburen

## Infrastructuur

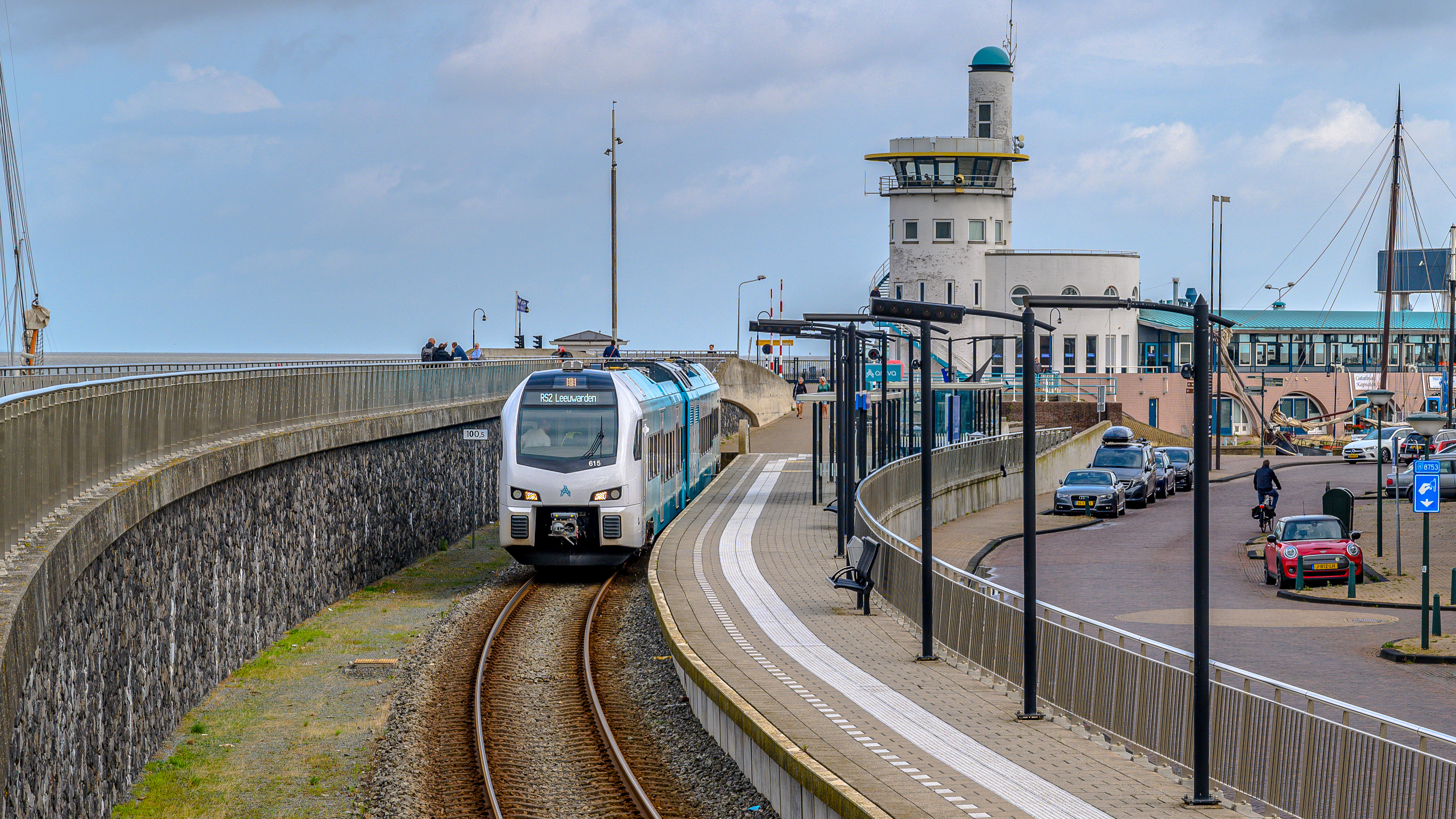
Station Harlingen Haven

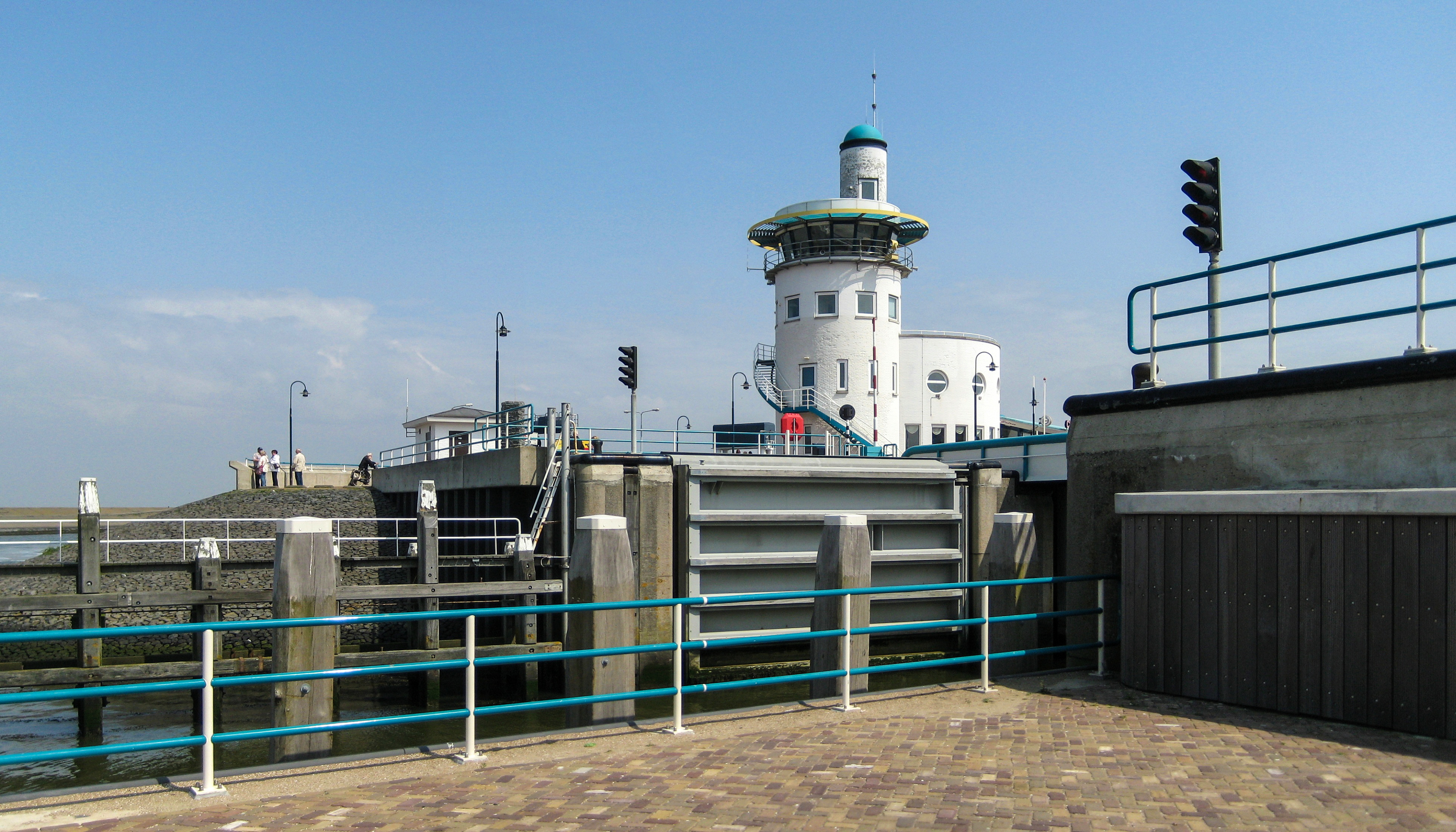
Keersluis en controlepost van de Havendienst (2012)

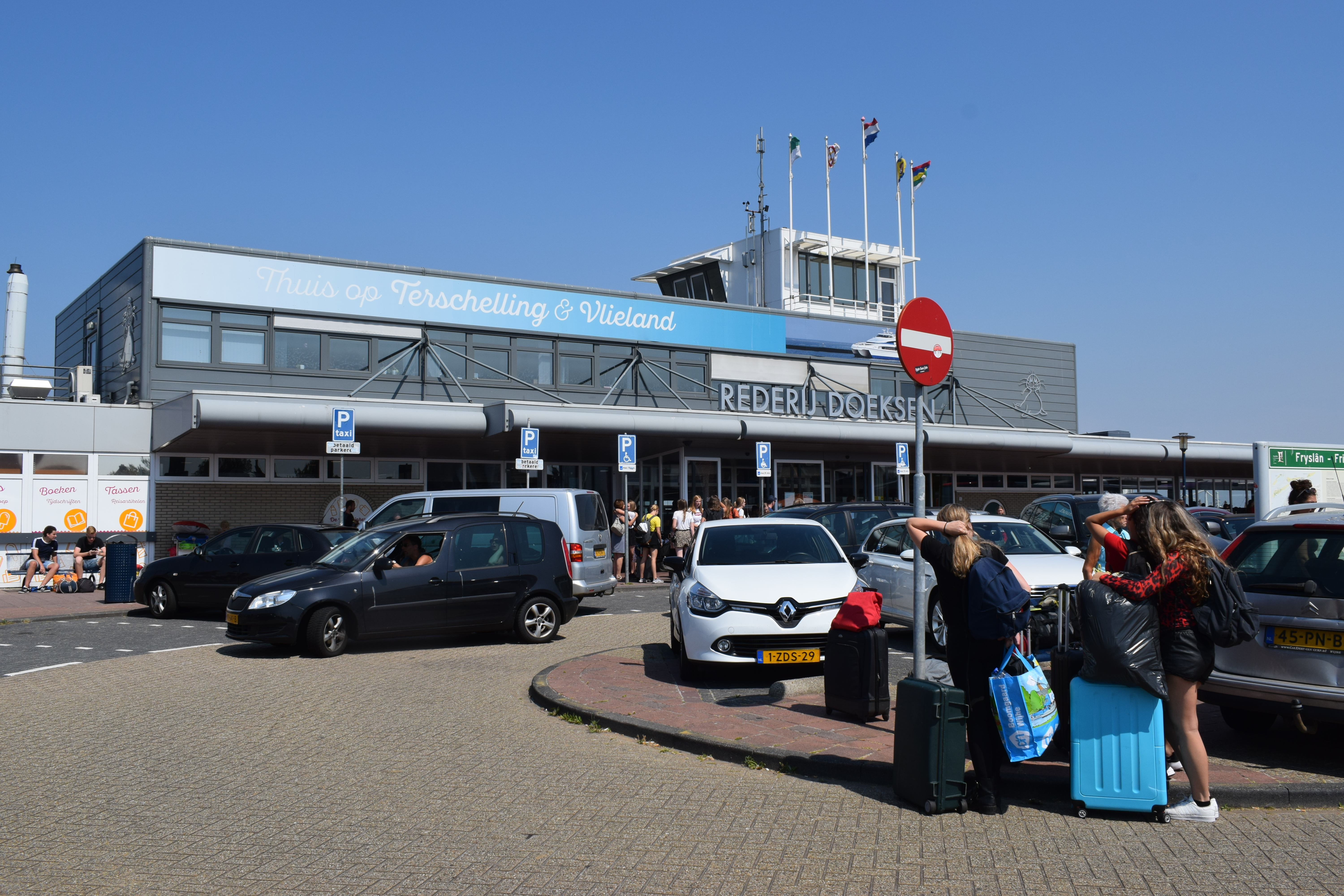
Veerterminal Harlingen van Rederij Doeksen in 2018

De N31 is de belangrijkste ontsluitingsweg. Deze weg sluit op ongeveer 8 kilometer ten zuiden van Harlingen aan op de Afsluitdijk die sinds 1932 een directe route over land vormt tussen Friesland en Noord-Holland. Ten noordoosten van Harlingen gaat de weg over in de A31 richting Leeuwarden. De N31 liep tot eind 2017 verhoogd op een talud door de stad. In 2014 is er een project gestart om de weg dubbelbaans en verdiept aan te leggen. Op 11 december 2017 is de weg officieel geopend. De overige werkzaamheden zijn in het daaropvolgende half jaar voltooid. Voor de scheepvaart is het Van Harinxmakanaal met de Tsjerk Hiddessluizen de verbinding naar Leeuwarden.

### Haven
Vanuit de haven van Harlingen worden diverse vrachtroutes onderhouden, zoals naar Scandinavië. De meeste coasters die naar Harlingen komen, komen om zout te laden bij de zoutfabriek. Naast de Harlinger schepen ligt in de Vissershaven ook een grote Urker vloot. In Harlingen liggen veel zeilende charterschepen, ook wel de bruine vloot genoemd. Dit soort schepen vaart met groepen langs de Waddeneilanden, maar varen vanuit Harlingen.
De huidige havens zijn: Noorderhaven, Zuiderhaven, de Oude Buitenhaven, het Dok (v/h Willemshaven), de Nieuwe Willemshaven, de Vluchthaven, de Industriehaven, de Nieuwe Industriehaven, de Nieuwe Vissershaven en Haven Oostpoort.

### Veerdiensten
Veerdiensten vanuit Harlingen naar Vlieland en Terschelling worden uitgevoerd door Rederij Doeksen en Rederij Wadden Transport.
- Harlingen-Terschelling, 2 uur; sneldienst 45 minuten*
- Harlingen-Vlieland, 1 uur en 30 minuten; sneldienst 45 minuten*

*als de sneldienst niet rechtstreeks gaat duurt de overtocht 35 minuten langer.

### Openbaar vervoer
Harlingen is met het openbaar vervoer te bereiken, zowel met de trein als bus. De treinverbinding naar Franeker, Dronrijp, Deinum en Leeuwarden wordt geëxploiteerd door Arriva. Er zijn twee treinstations in Harlingen: 
- Station Harlingen
- Station Harlingen Haven, station op loopafstand van de veerterminal van Doeksen.

Van en naar Harlingen rijden de volgende buslijnen van Qbuzz:
- 71 Kop Afsluitdijk - Harlingen - Leeuwarden
- 99 Harlingen - Heerenveen (via Sneek)
- 197 Harlingen - Leeuwarden (via Franeker)

## Kunst en cultuur

### Musea

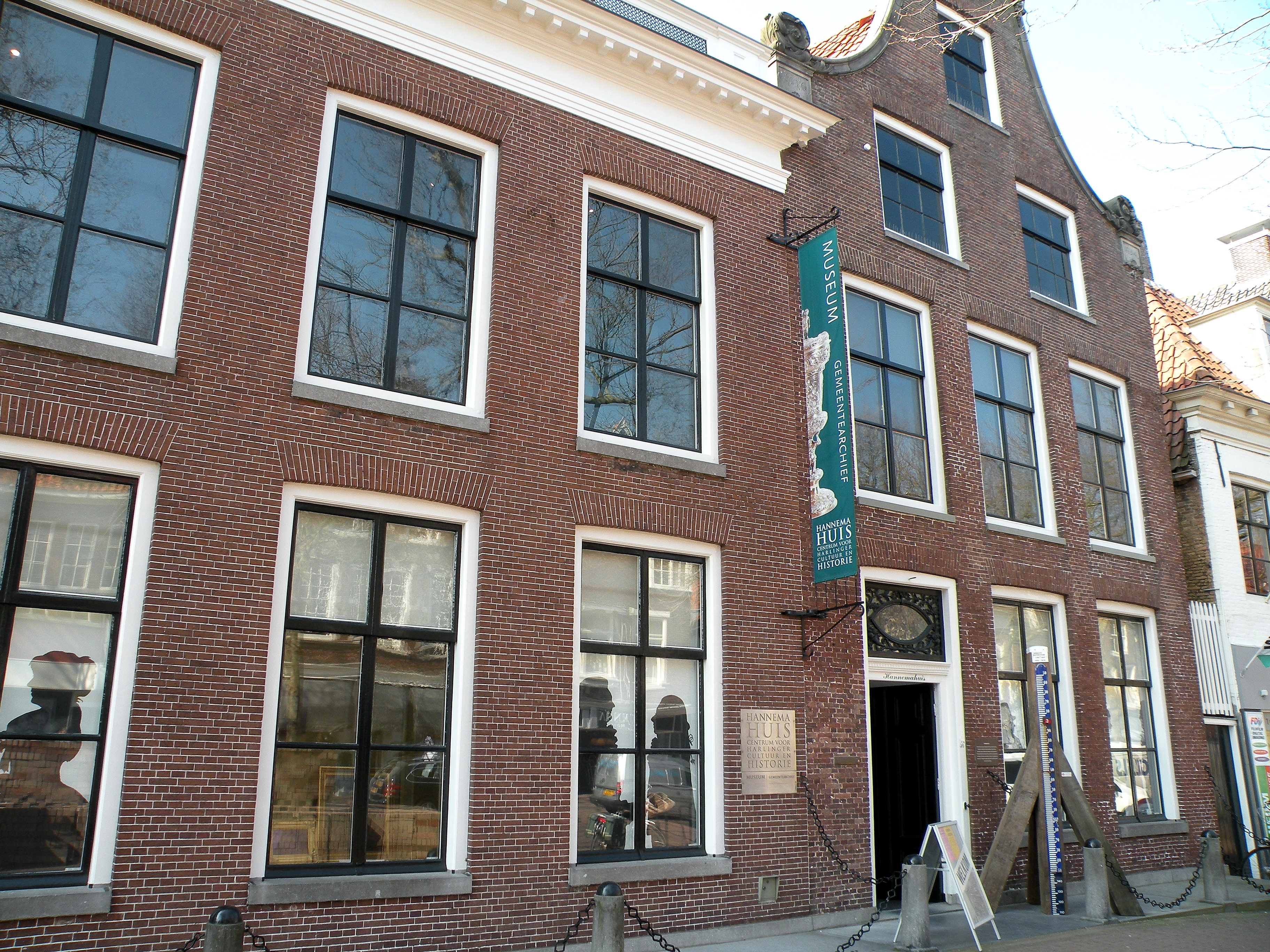
Museum Het Hannemahuis, aan de Voorstraat
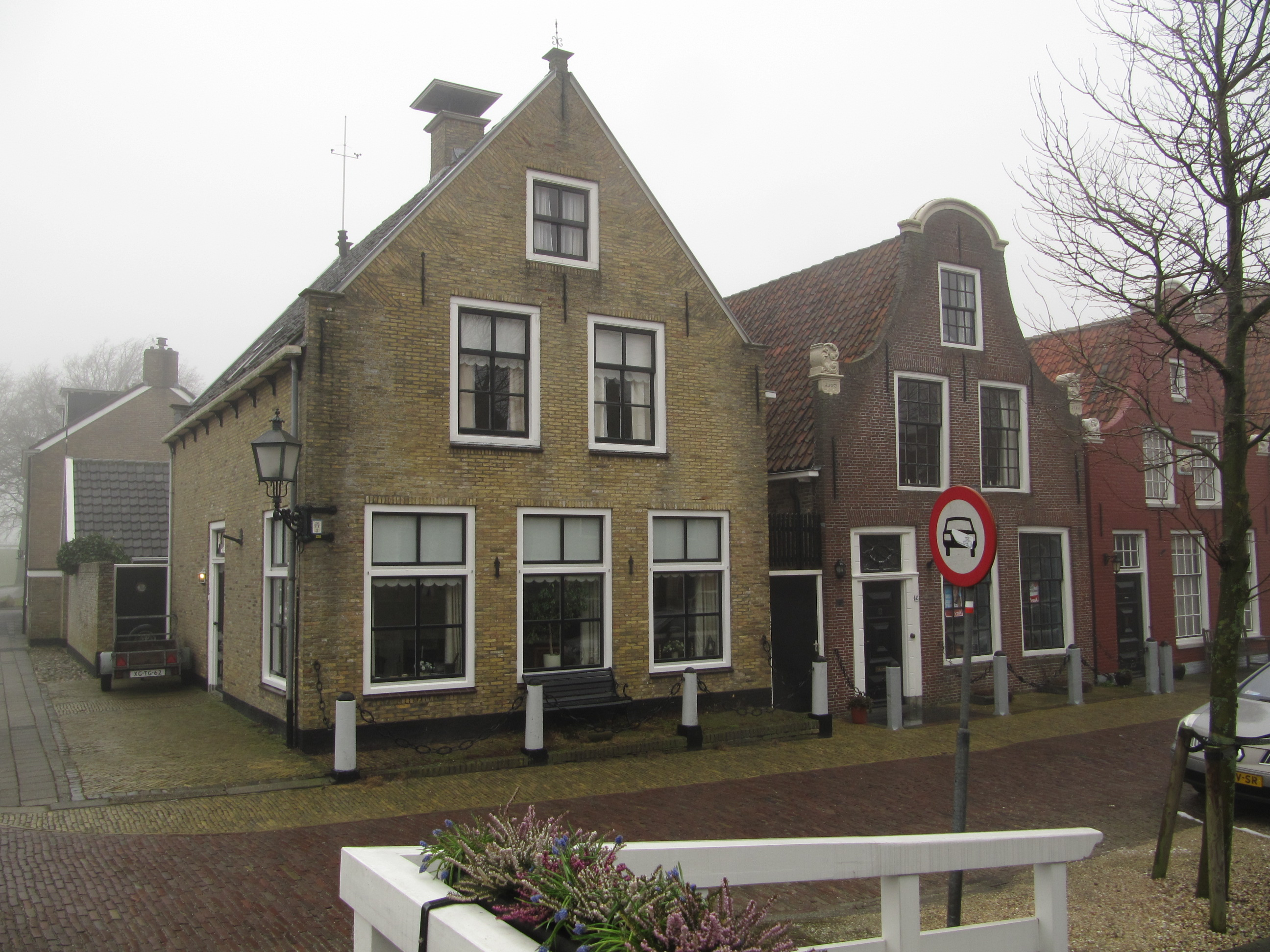
Het voormalige Harlinger Aardewerk Museum was sinds 1992 gevestigd aan de Zoutsloot

### Verenigingen en stichtingen
- Hein Buisman Stichting, historisch erfgoed
- Vereniging Oud Harlingen
- Vereniging van Waddenzeegemeenten
- Waddenvereniging, natuurvereniging
- Scouting: St. Michiel & Liobagroep (landscouts), Caspar di Roblesgroep (waterscouts), Blauwe Vogelgroep 'De Ontdekkers' (Scouts met een beperking)
- Zeekadetkorps Harlingen

### Muziek
In Harlingen waren/zijn de volgende artiesten/gezelschappen:
- De Skúmkoppen, koor
- Harlinger Huisvrouwen, koor
- Solid, dameskoor
- Windkracht 10, zeemanskoor
- Stedelijke Muziekvereniging
- Wiebe van Dijk, gemeenteraadslid, volkszanger
- Jelle Dijkstra en Ko Bonnema, volksmuziek
- Muziekvereniging Hosanna
- Gospelgroep Kèrugma (Harlinger Gospelgroep), opgericht vanuit de Gereformeerde Kerk aan de Midlumerlaan
- The Cursed Fortress, psychedelische popmuziek

Het eendaagse popmuziekfestival Orangepop vond vanaf 1982 jaarlijks op koninginnedag plaats in het cultureel centrum Trebol. Hier traden bands op uit Harlingen en uit de rest van de provincie. De organisatie was in handen van Siebo Homminga, eigenaar van de plaatselijke muziekwinkel Hompy. Op de eerste editie in 1982, toen nog Koninginnerockfestival geheten, speelden de bands The Zoot, Choice en Ultra Jectum.
Overige Harlinger bands waren onder meer: Shabby BC, Paperclip, Vandittum, Muzzy Gang (1984), The Ritz, The Sultans, Darktober, Appie en de Rammers (1986), New Muzzy Gang (1988).
Het Waddensea Jazzfestival vond vanaf 1984 jaarlijks plaats. Het festival heeft 17 jaar bestaan. Traditiegetrouw vonden er ook muziekoptredens in de stad plaats tijdens de Harlinger Visserijdagen.

## Sport

### Voetbal
In Harlingen zijn twee amateurvoetbalverenigingen:
- FC Harlingen
- ZMVV Zeerobben

Tot 2014 waren er nog de katholieke voetbalvereniging Robur en VV Harlingen die fuseerden tot FC Harlingen.

### Watersporten

#### Zwemmen
In Harlingen is het instructiezwembad Het Derde Haad. In 1968 kwam er het Instructiebad aan de Kimswerderweg en van 1980 tot 1995 was er het openluchtzwembad De Koemen. Het zeezwembad De Stenen Man lag aan de Westerzeedijk.
Sinds 1948 bestaat de Zwemvereniging De Vikings in Harlingen, waar het wedstrijdzwemmen op nationaal niveau wordt beoefend. De zwemvereniging maakt gebruik van het instructiezwembad Het Derde Haad.
Jaarlijks vindt in de twee-kilometerlange zeezwemtocht plaats in eind augustus/begin september. Dan wordt om de Zuiderpier heen gezwommen.

#### Tall Ships' Races

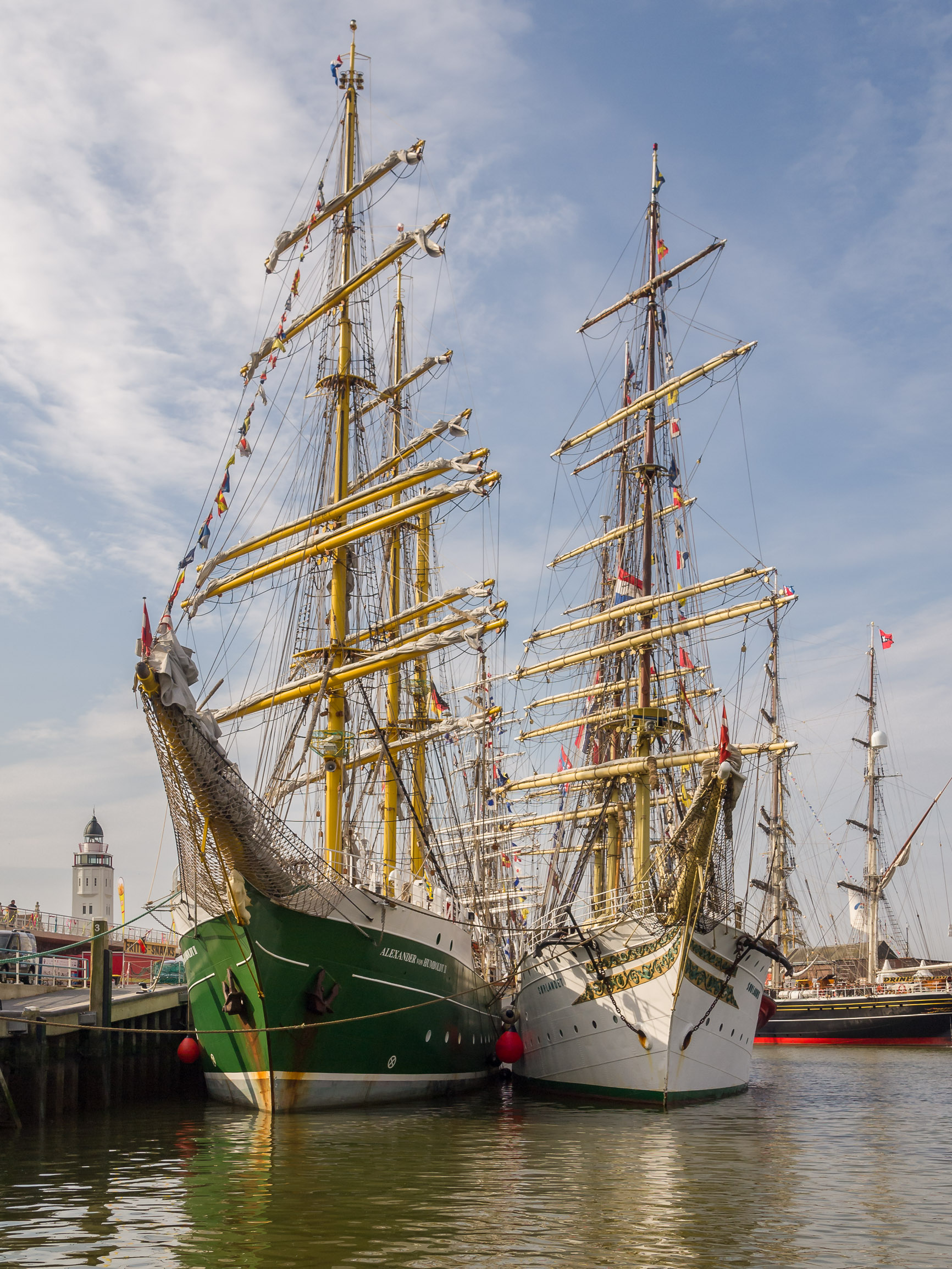
Tall Ship Races 2014

Harlingen was in 2014 starthaven van de Tall Ships' Races. Het evenement trok naar schatting zo'n 150.000 bezoekers aan verspreid over de hele periode van het evenement. In augustus 2018 was Harlingen de finishplaats van de laatste etappe van de Tall Ships' Races. Opvallend aan deze editie was dat de Russische tall ships Sedov en Kruzenstern niet naar Harlingen kwamen, mogelijk wegens angst voor schuldeisers. In 2022 vond weer een Tall Ships' Races plaats in Harlingen.

#### HT-race
De HT Sloepenrace (HT-race) is een sloeproeirace over de Waddenzee tussen Harlingen en Terschelling. De race vindt jaarlijks plaats op de vrijdag na Hemelvaart.

#### Sloepenrace
In de Zuidwestersingel is jaarlijks de Harlinger Sloepenrace. Deze vindt jaarlijks plaats in april.

### Overige sporten
- Biljartvereniging Harlingen (BVH)
- Postduivenvereniging de Postduif Harlingen
- KV eendracht (Kaatsen)

## Bezienswaardigheden

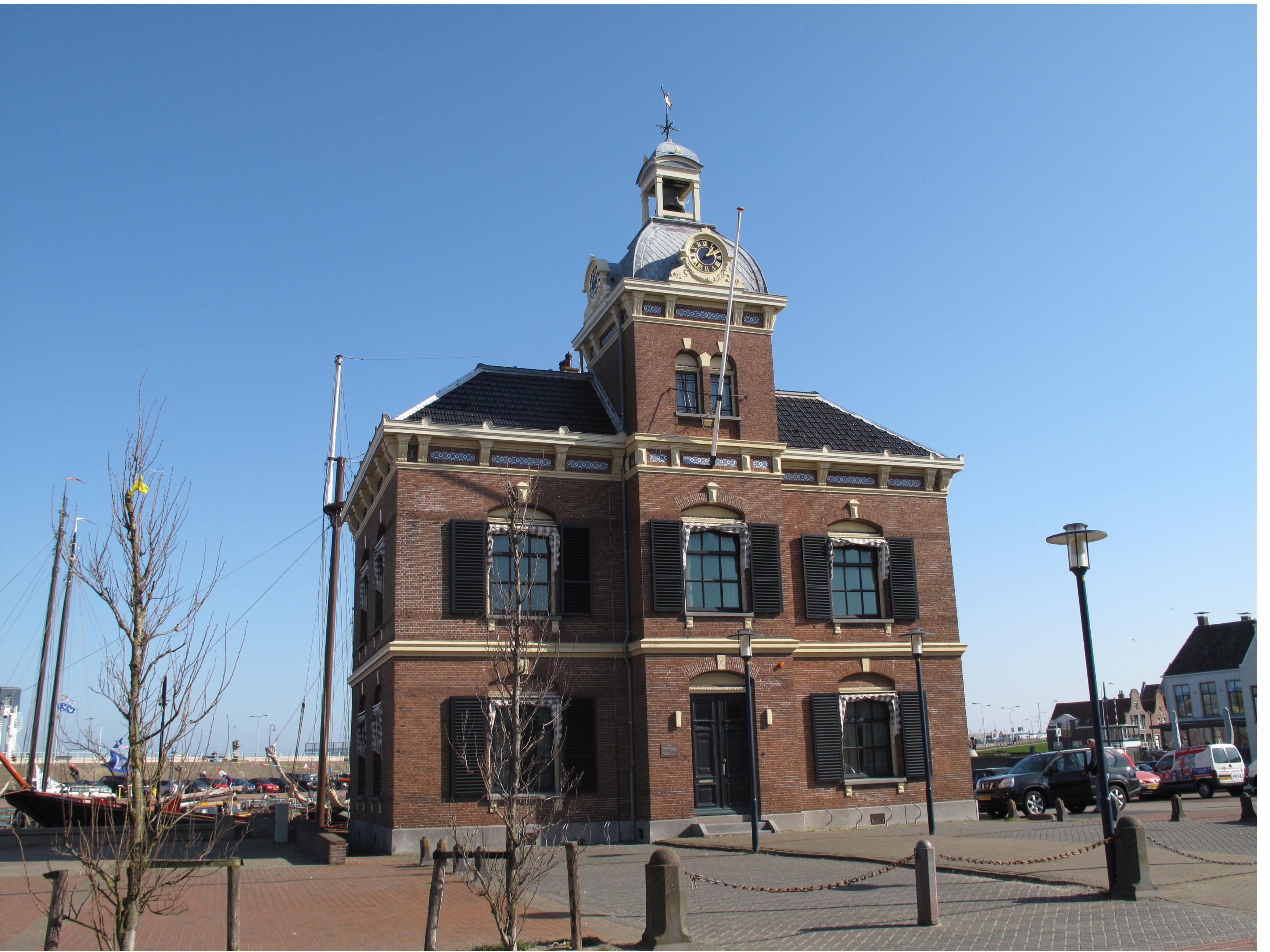
Havenmantsje, voormalig kantongerecht

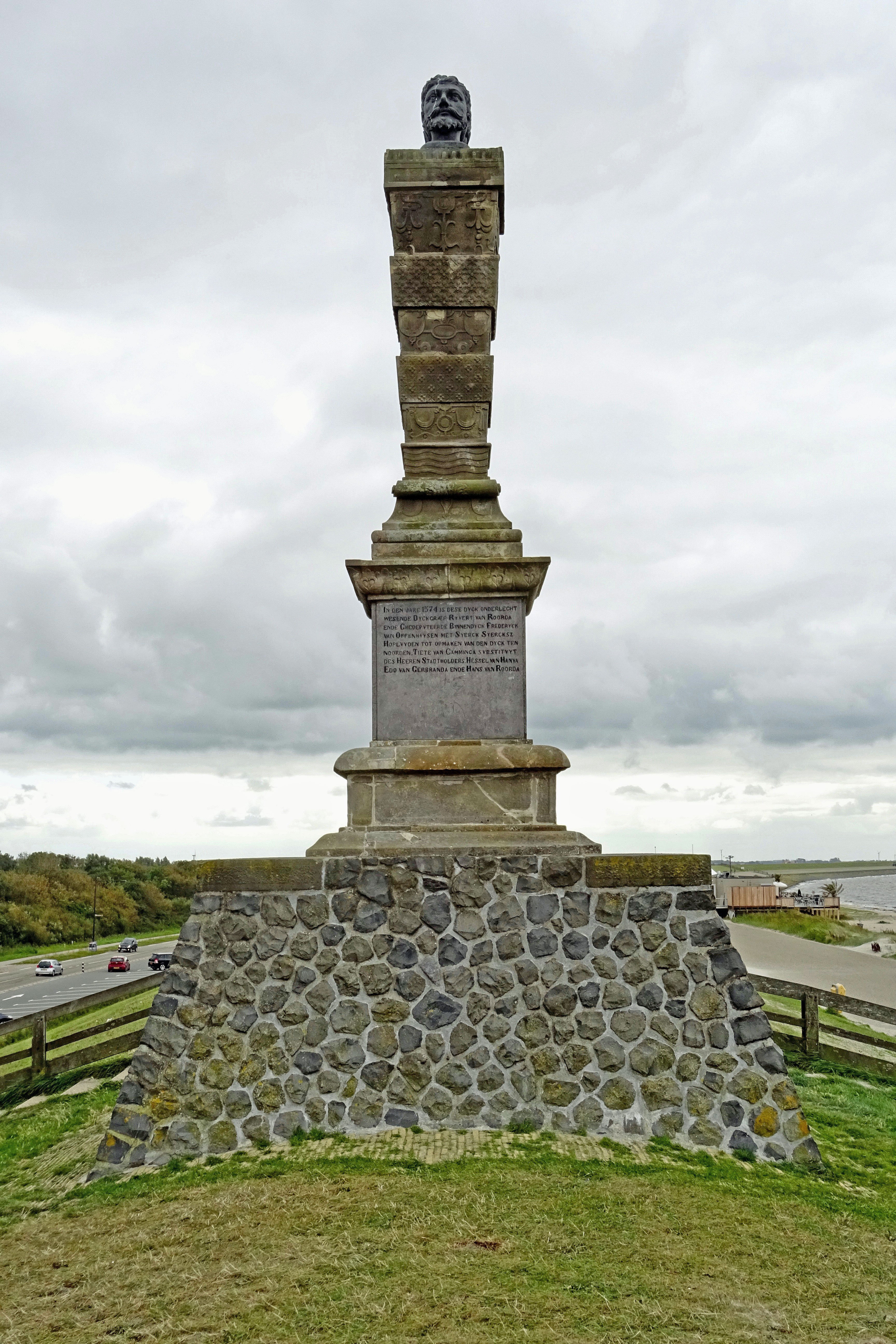
Stenen Man

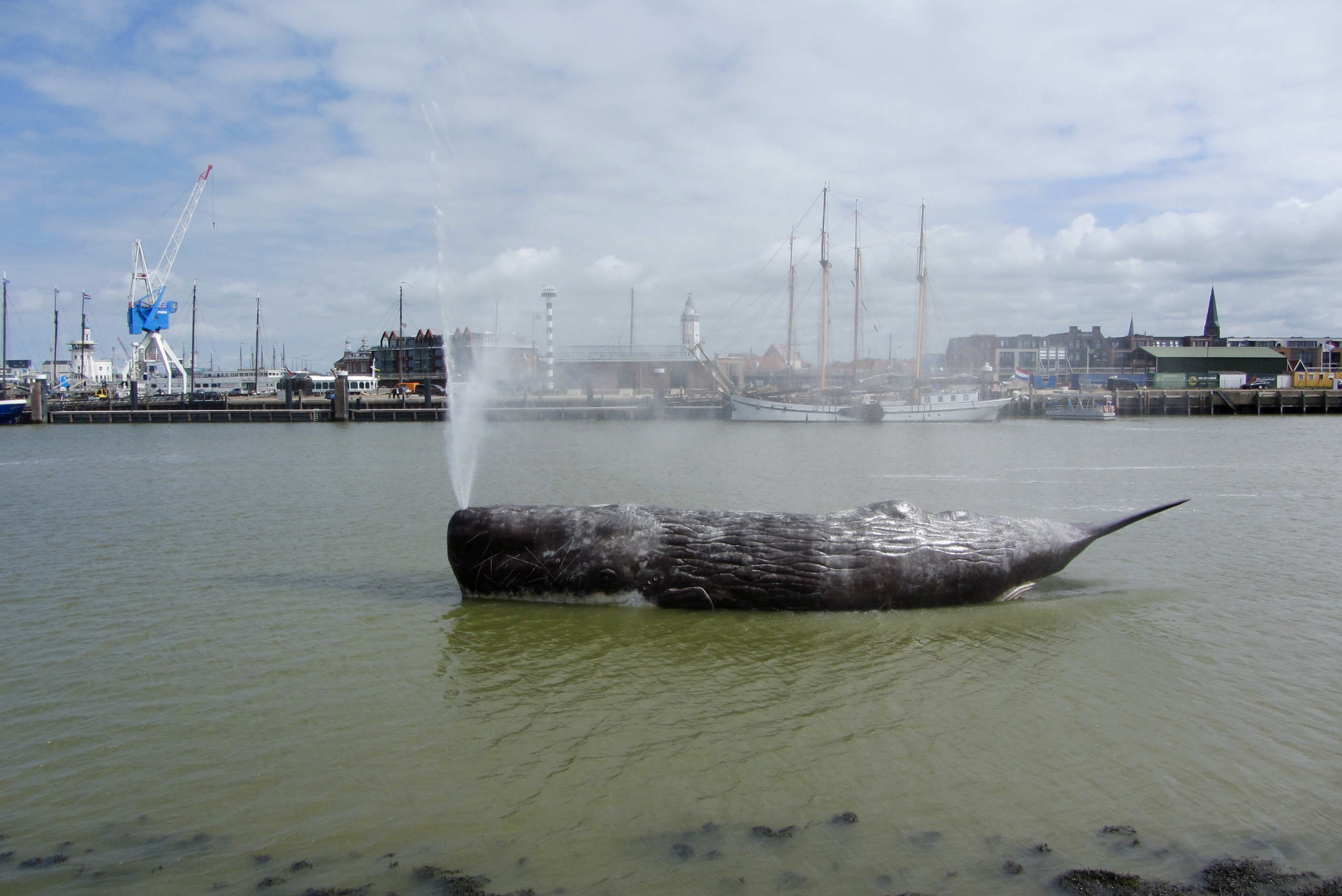
De Walvis, fontein 11Fountains, bij de Zuiderpier in de Nieuwe Willemshaven.

Een deel van de verdedigingswerken is nog steeds te zien in het centrum van de stad. Ook de oorspronkelijke grachtengordels zijn nog grotendeels terug te vinden, net als de pakhuizen en de in Hollandse stijl gebouwde huizen. Enkele voormalige pakhuizen zijn: Brittania, De Blauwe Hand, De Hamer, Java en Sumatra. In de stad bevinden zich nog vele steegjes die de verbinding vormen tussen de grachten. Op de smalle straatgedeeltes vond vroeger de handel plaats in de vele goederen die over water werden aangevoerd. In enkele steegjes is die straatfunctie nog herkenbaar.

### Monumenten
Een deel van Harlingen is een beschermd stadsgezicht met uitbreiding, een van de beschermde stads- en dorpsgezichten in Friesland.

### Beelden en gevelstenen
Veel van de in Hollandse stijl gebouwde huizen met hun opvallende gevels hebben een gevelsteen die aan een huis een eigen merkteken geeft. Dit is een overblijfsel uit de tijd dat huisnummers nog niet werden gebruikt. Ze zijn vaak op een opvallende plaats aangebracht, soms als ornament. Veel gevelstenen in de stad zijn gerestaureerd en laten de geschiedenis van het huis zien, door bijvoorbeeld welk beroep in het huis is uitgeoefend.
- Noorderhaven 31 - gedenksteen die aangeeft hoe hoog het zeewater kwam tijdens overstromingen in 1776 en 1825.
- Noorderhaven 74 - idem.
- Voorstraat 5 - huis van een timmerman afgebeeld met een mand gereedschap.
- Kleine Bredeplaats 12 - afbeelding van vermoedelijk een herberg. Ook heeft de gevel stenen met wapenschilden waarop het jaartal 1667 en de initialen van het echtpaar Bernardus Dreijer en Alida van der Geest, die eind achttiende eeuw in het pand woonden.
- Hofstraat 34 - eerste steen.
- Kerkpad 30 - gedenksteen uit 1763 van de Nederlands Hervormde diaconie.
- Lanen 28 - gevelsteen uit 1596, afgebeeld De Gouden Engel op het oudste stenen woonhuis van Harlingen en in gebruik door de vrijmetselaarsloge. Op monumentendag is het gebouw ter bezichtiging geopend.
- Lanen 18 - De vergulde lelie uit 1651, Het pand werd in 1651 benoemd als “De vergulde lelie” en zodoende heeft Frank van der Zee deze lelie uitgesneden welke is geschilderd en verguld door Klaas Posthuma van Atelier Acanthus.

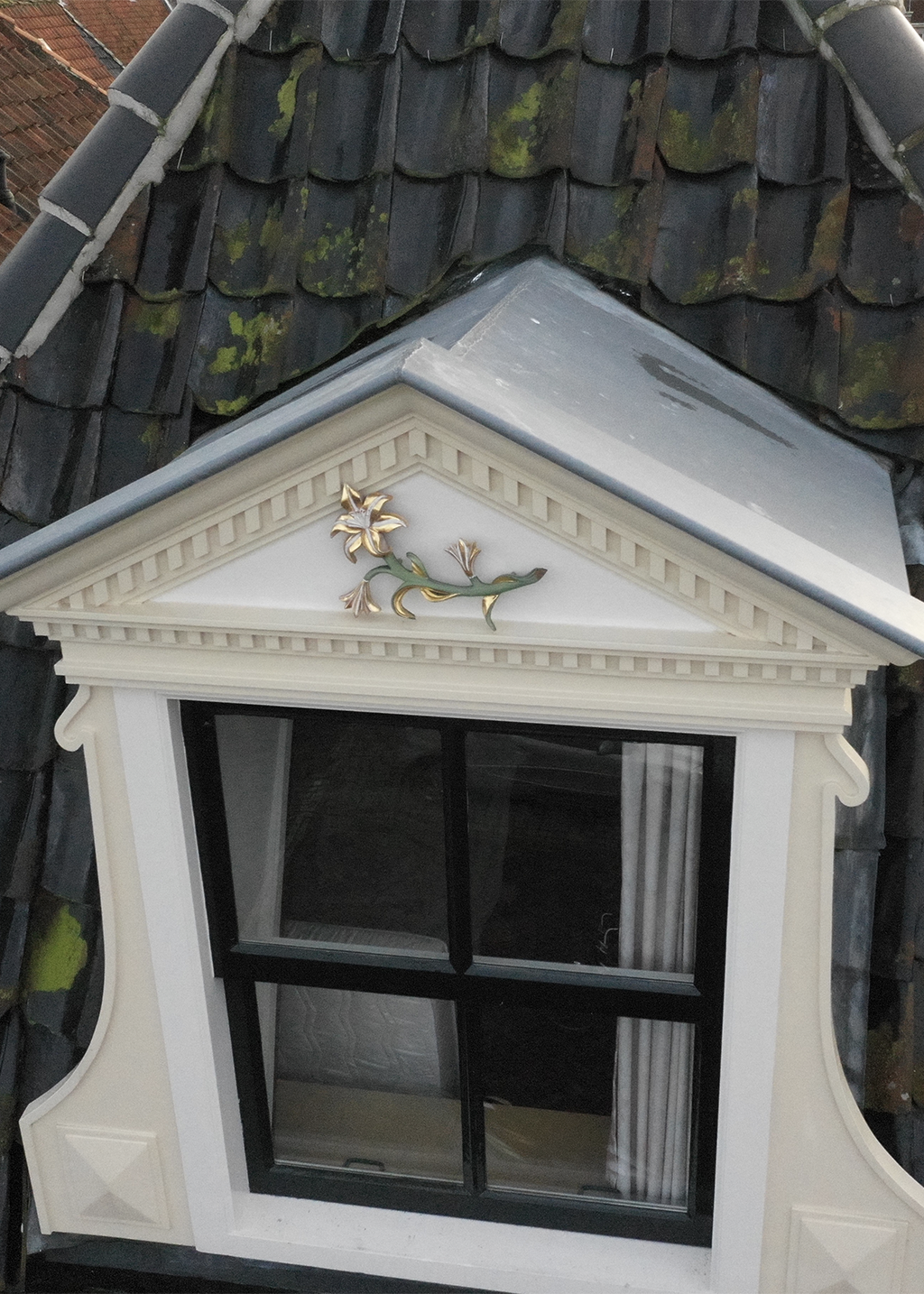
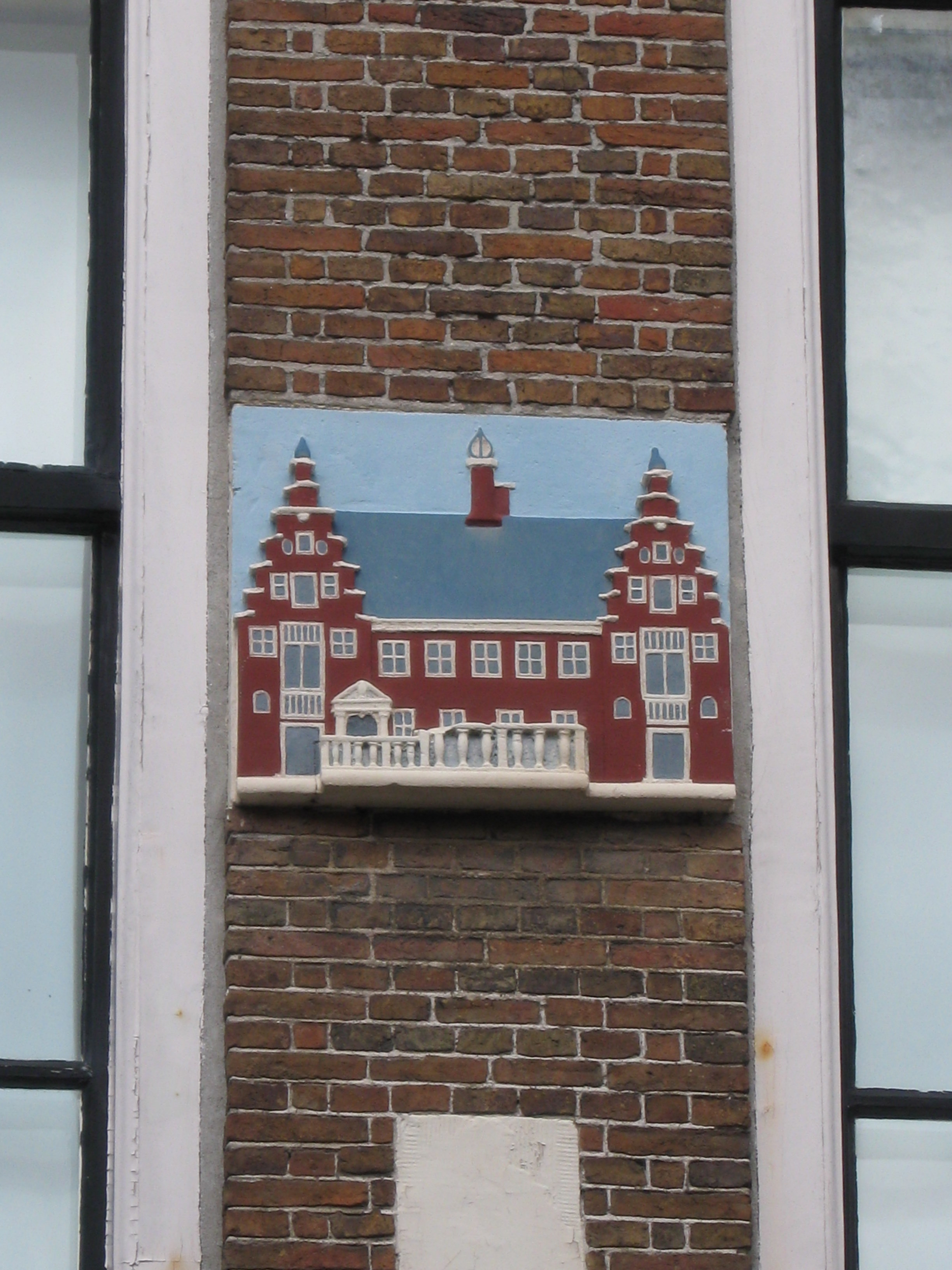
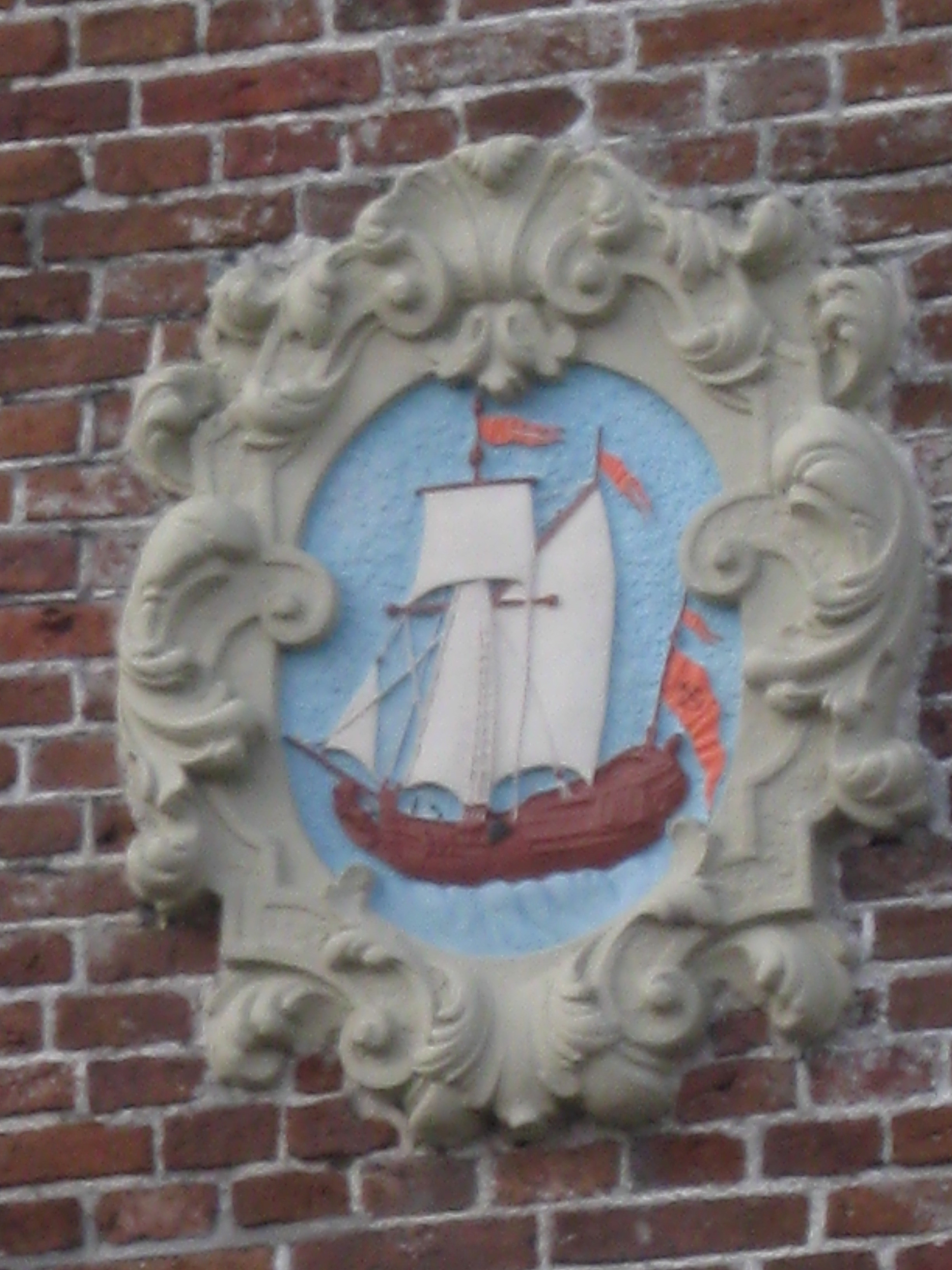
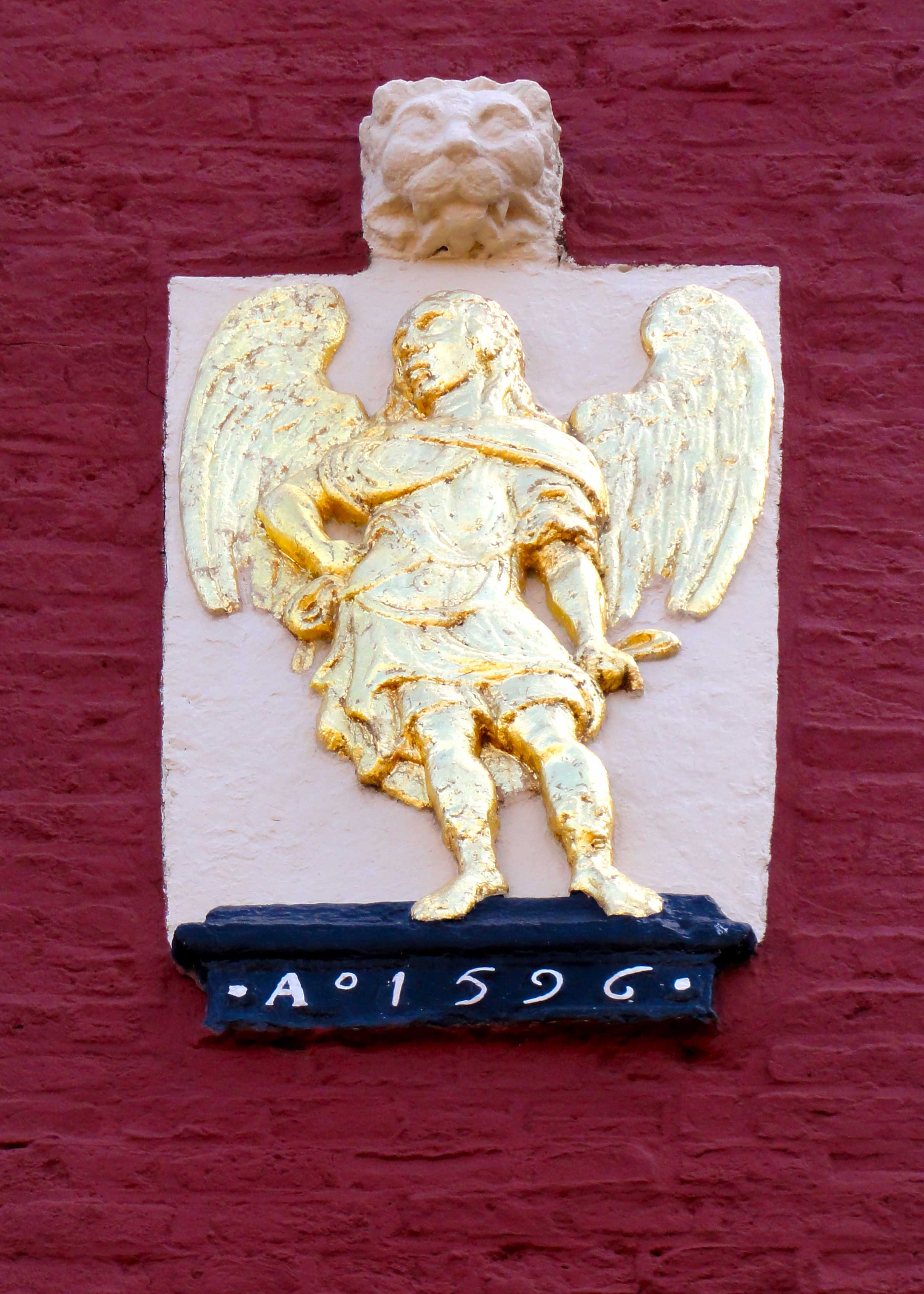

## Recreatie en evenementen

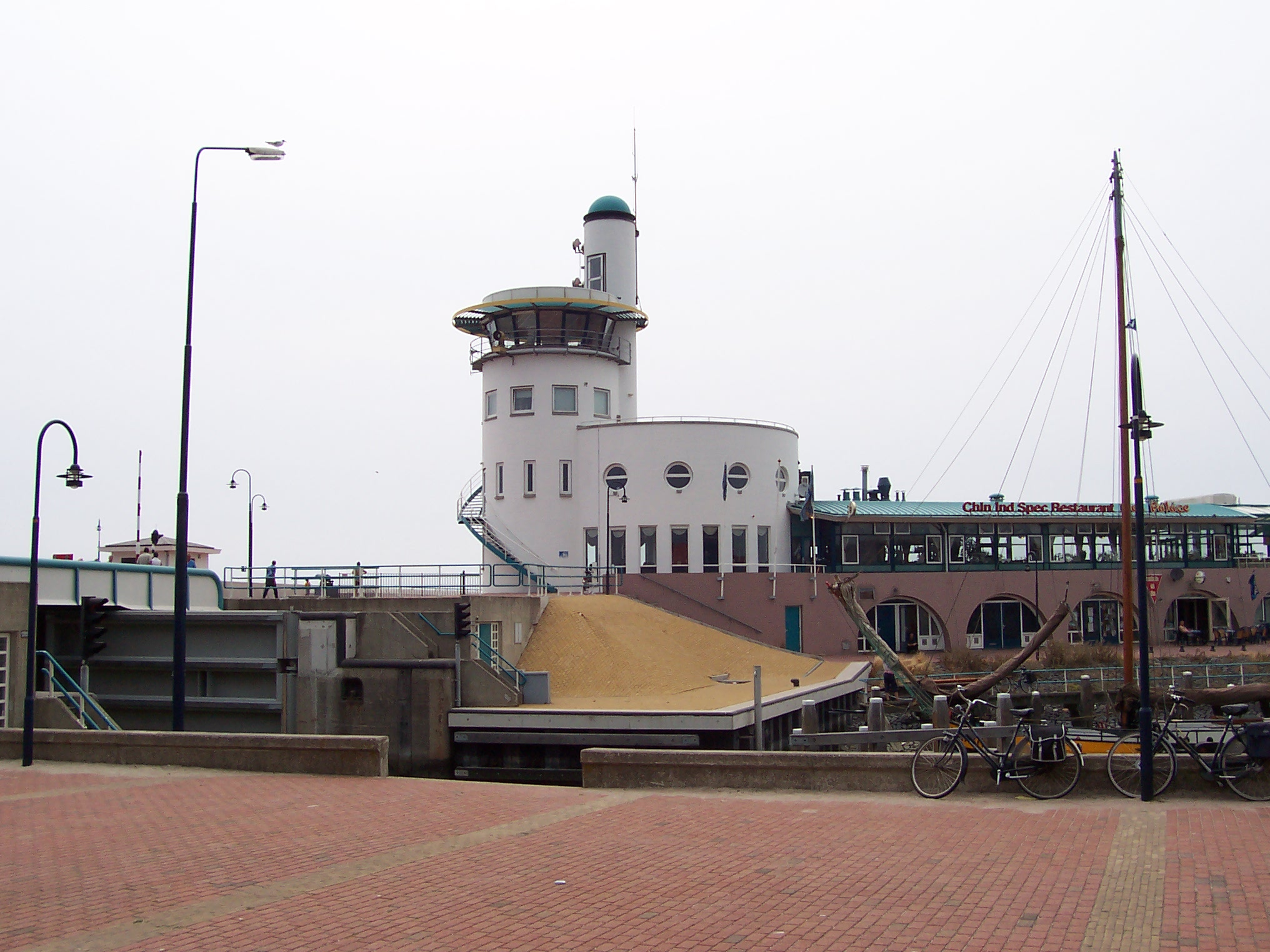
Waddenpaviljoen

De stad is in trek bij toeristen uit eigen land en uit Duitsland, België en in toenemende mate ook uit Engeland.

### Natuur
- De Engelse Tuin, stadspark
- Het Harlinger Bos
- Harmenspark
- Het Hegewiersterfjild, natuurgebied bij Harlingen
- Strand van Harlingen

### Evenementen en festivals
- Visserijdagen Harlingen, eind augustus
- Tall Ships' Races Harlingen
- Zoutsloter Kerstmarkt
- Harlinger Straatfestival
- Lanenkaatsen
- Harlingen Ongeschut
- The Passion 2023

## Onderwijs

### Basisonderwijs
- Openbare Basisschool Het Noorderlicht, samenvoeging van de openbare basisscholen Jan Lighthart en Prof. Kohnstamm)
- Openbare Basisschool 't Wad
- R.K. Basisschool Sint Michaël, aan de Lanen
- Protestants-Christelijke Basisschool Prins Johan Friso
- Protestants-Christelijke Basisschool Het Baken (Samenvoeging van de basisscholen Prins Willem Alexander en Prins Constantijn Christof Basisschool)

Voorheen waren er de protestantse basisscholen Prinses/Koningin Julianaschool, aan de Rozengracht, de Schefferschool en Christelijke basisschool De Diamant.

### Voortgezet onderwijs
- Regionale Scholengemeenschap Simon Vestdijk, openbaar voortgezet onderwijs, met dependance in Franeker
- Maritieme Academie Harlingen, openbaar

Voorheen was er de christelijke mavo De Klokslag.

## Religie
Kerkgebouwen
- Grote Kerk van de Protestantse Kerk Nederland (eerder Nederlands Hervormde Kerk)
- Sint-Michaëlkerk van de Katholieke parochie De Heilige Jacobus de Meerdere Parochie (voorheen de Michaëlparochie)
- Doopsgezinde kerk van Harlingen
- De Haven van de Christelijke Gereformeerde Kerk Vrijgemaakt (CGKV)
- Midlumerlaankerk van de Gereformeerde Kerk en later PKN (tot 2021)
- Ichthuskerk van de Christelijke Gereformeerde Kerk
- Trefpunt van de Gereformeerde Kerk
- Bethel van de Baptisten gemeente
- Leger des Heils
- Jehova's getuigen

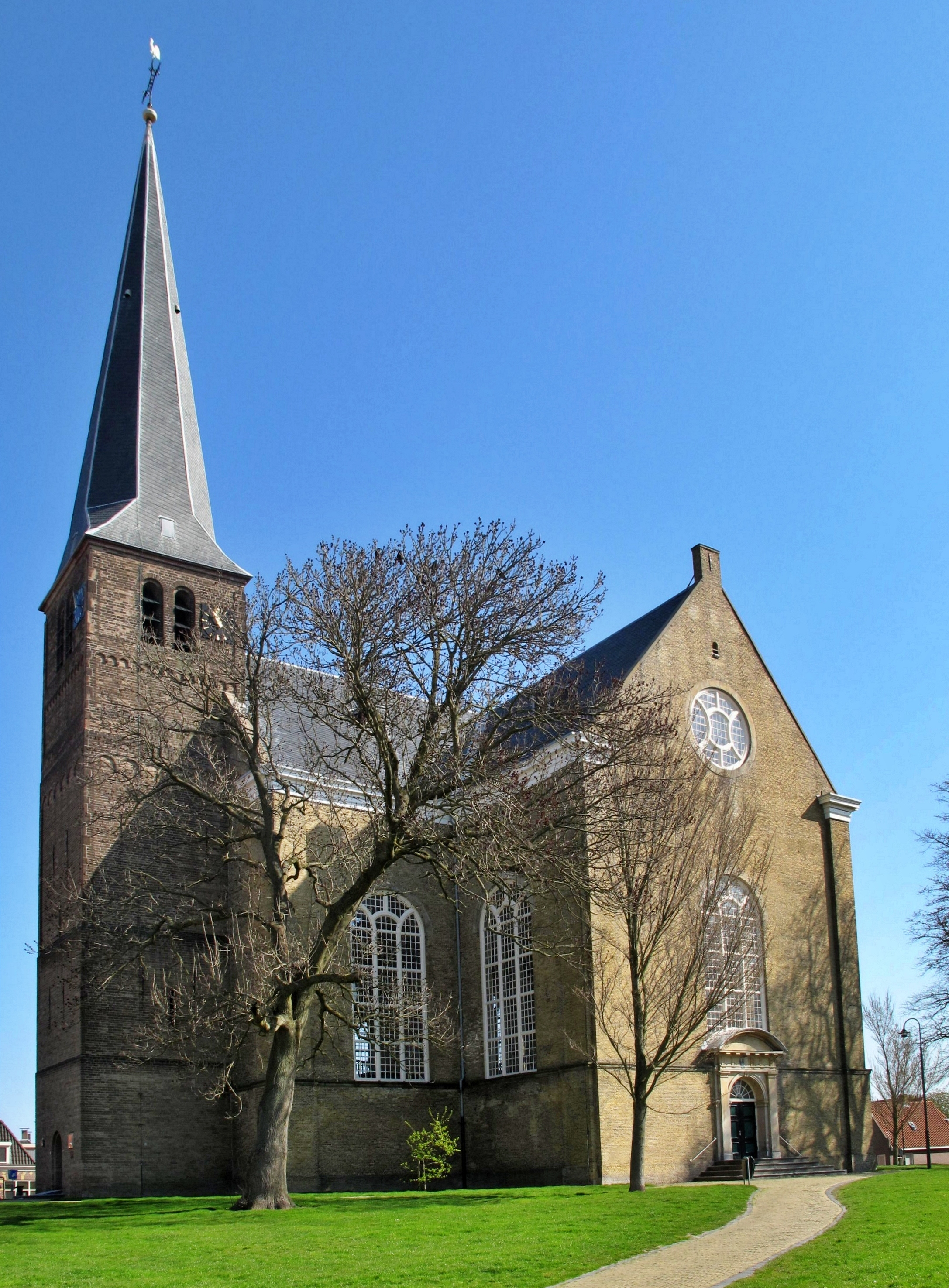
Grote Kerk
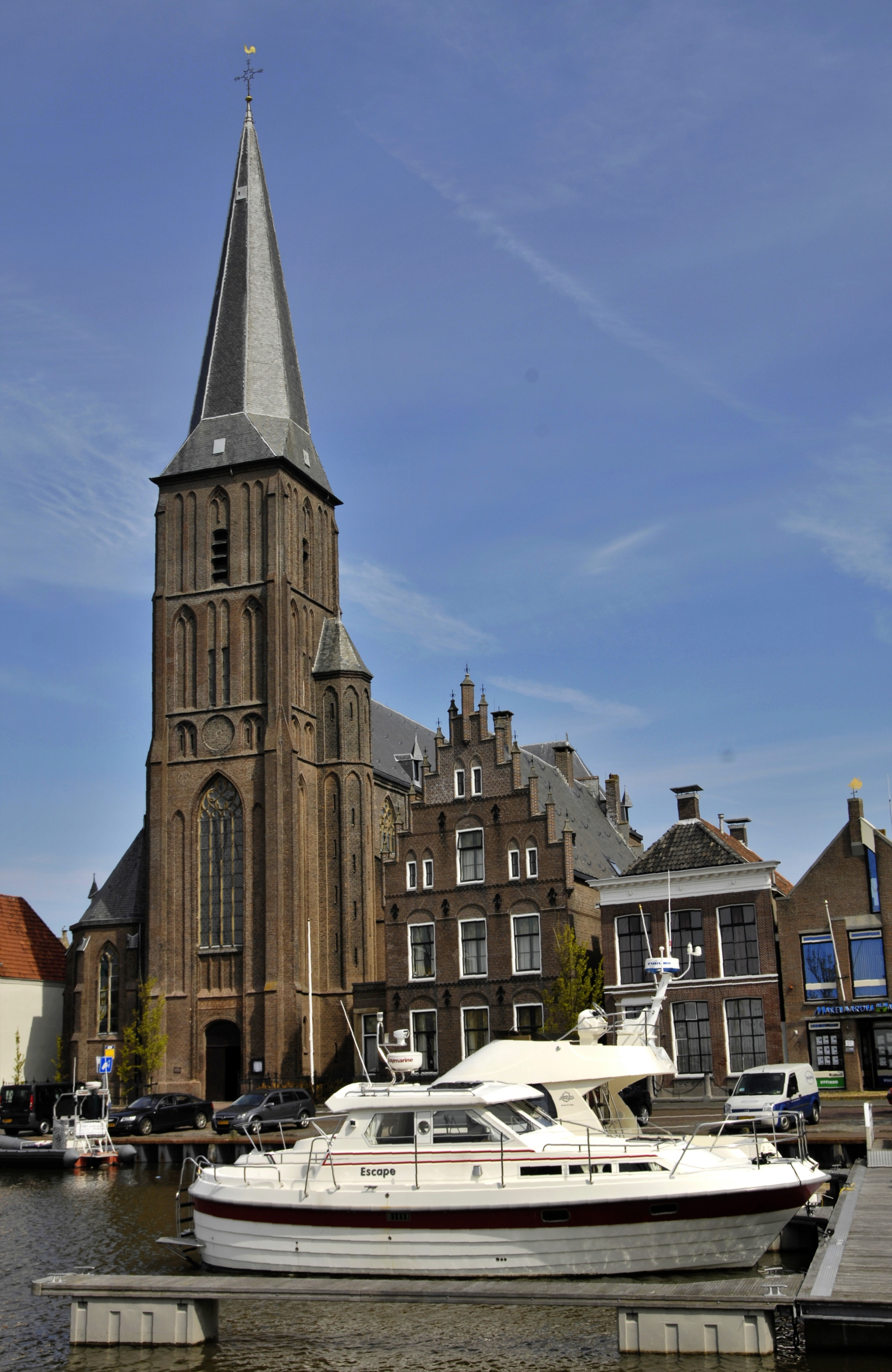
Sint-Michaëlkerk
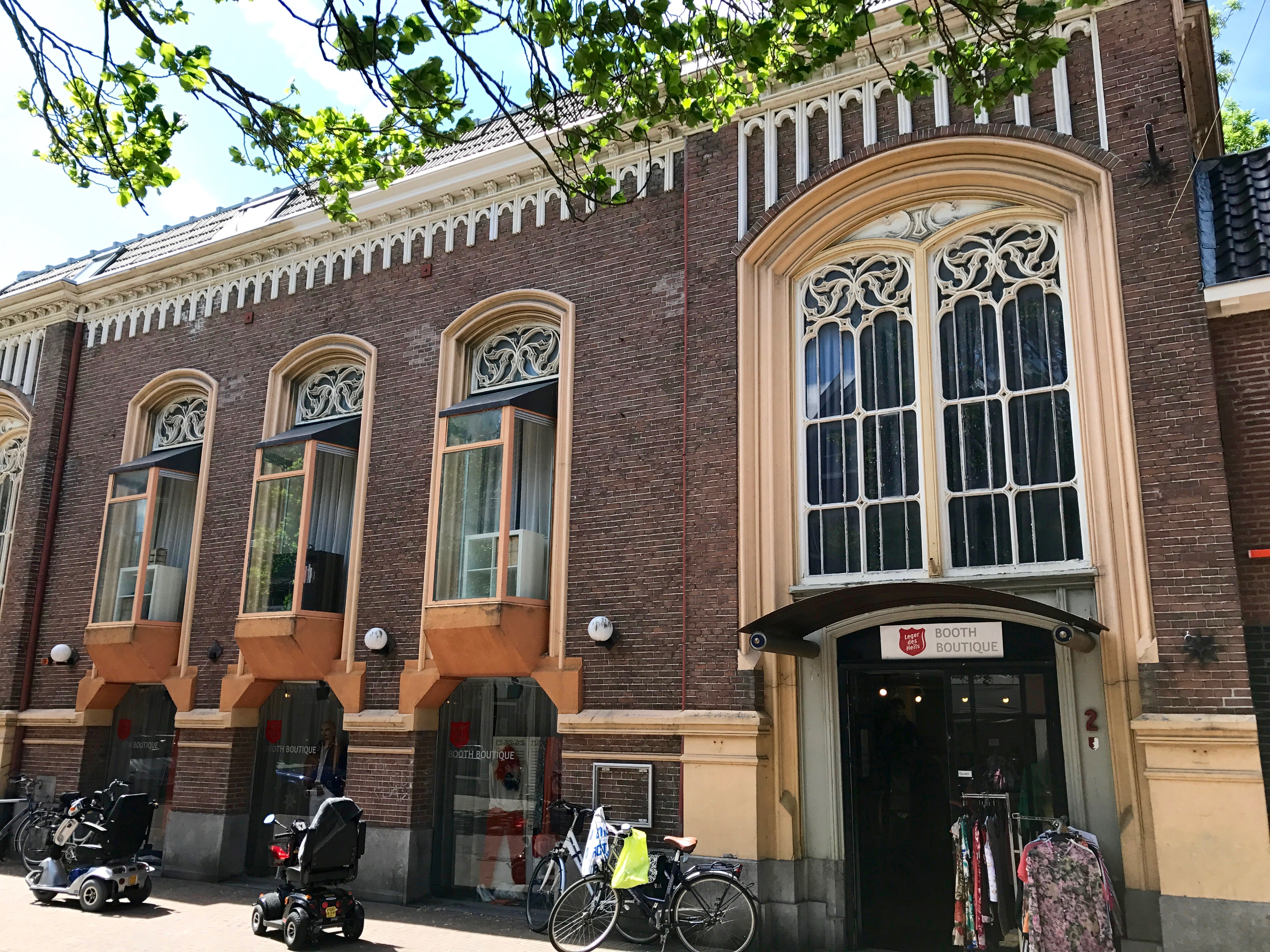
Evangelisch-Lutherse kerk
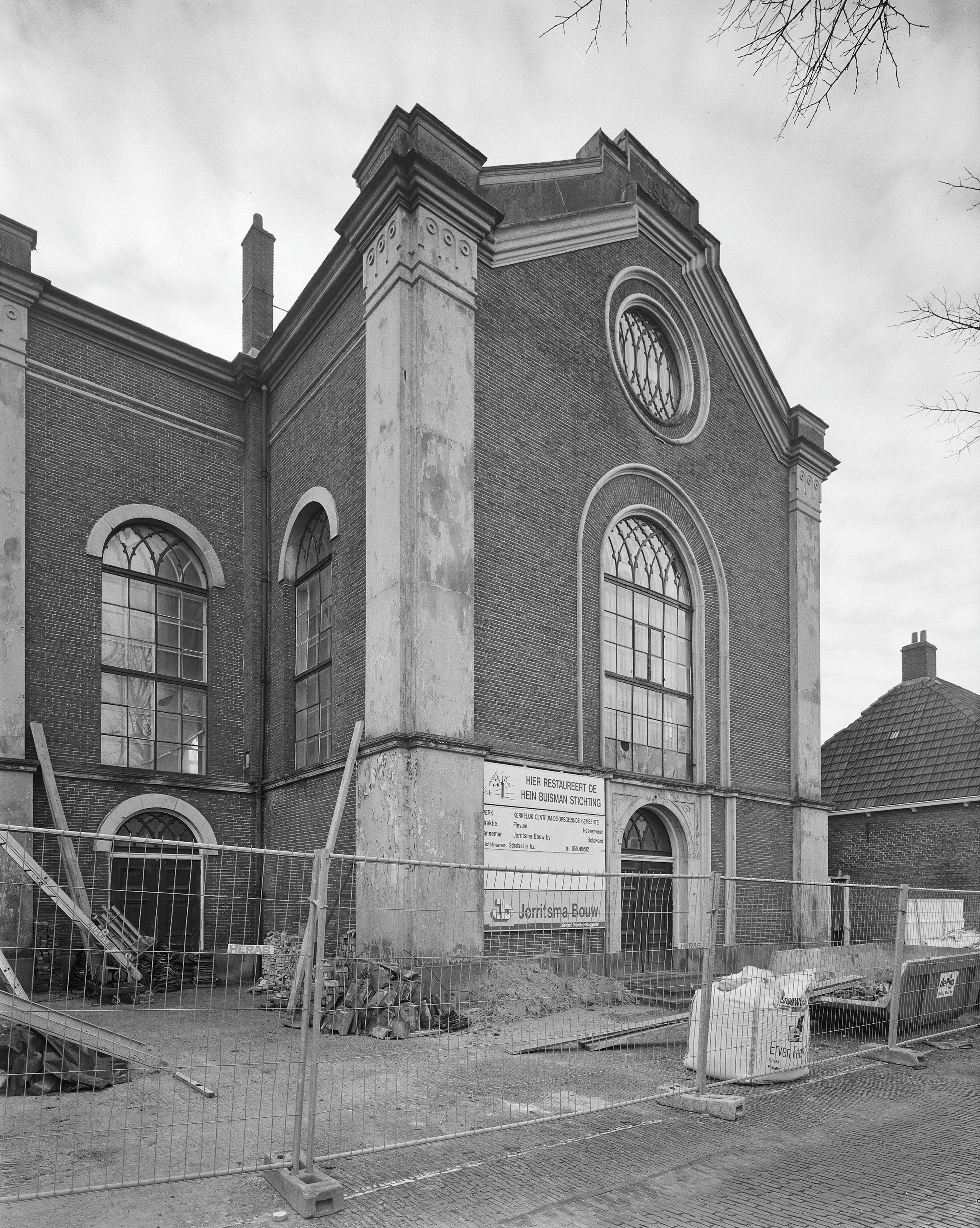
Doopsgezinde kerk
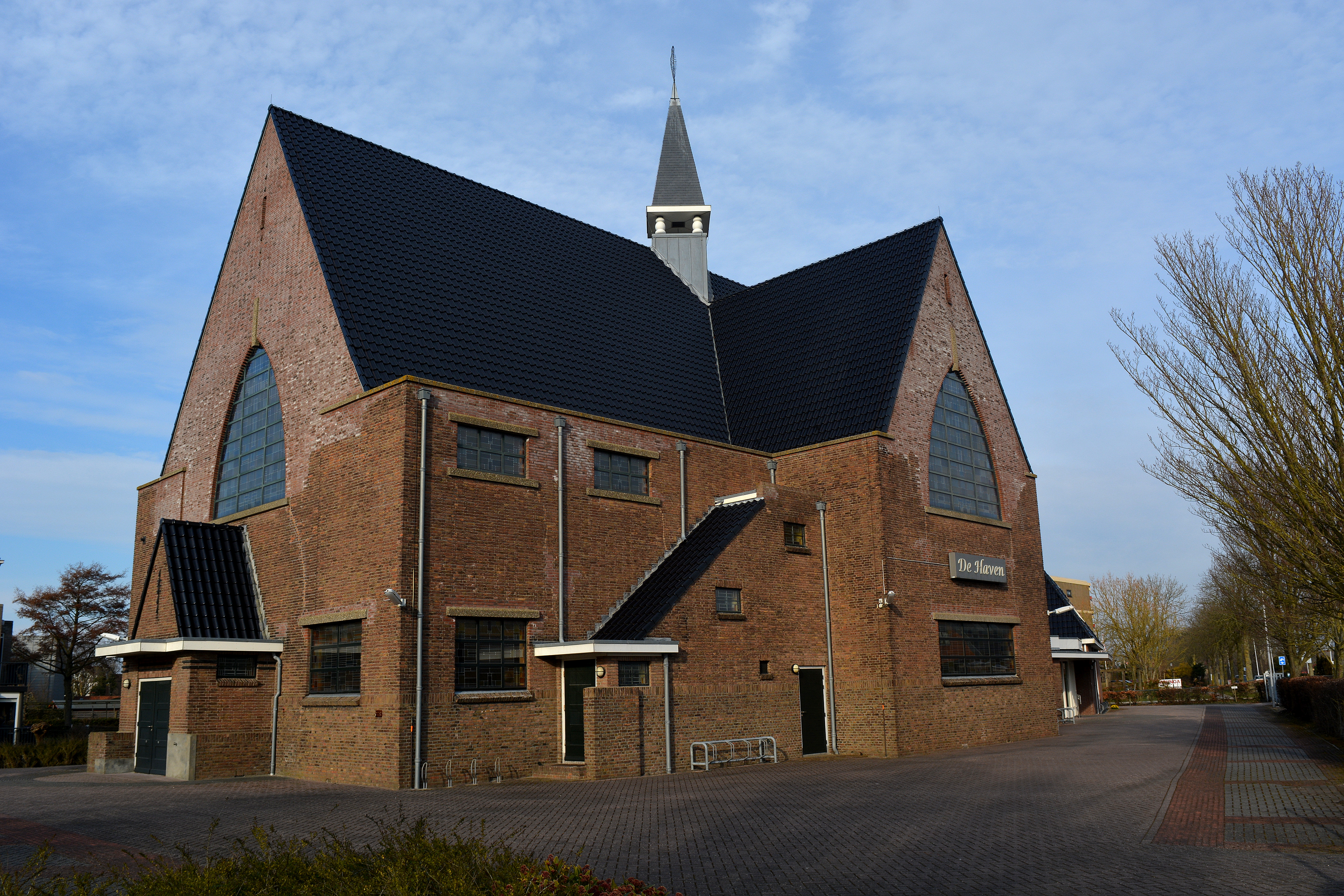
De Haven, Christelijke Gereformeerde Kerk Vrijgemaakt
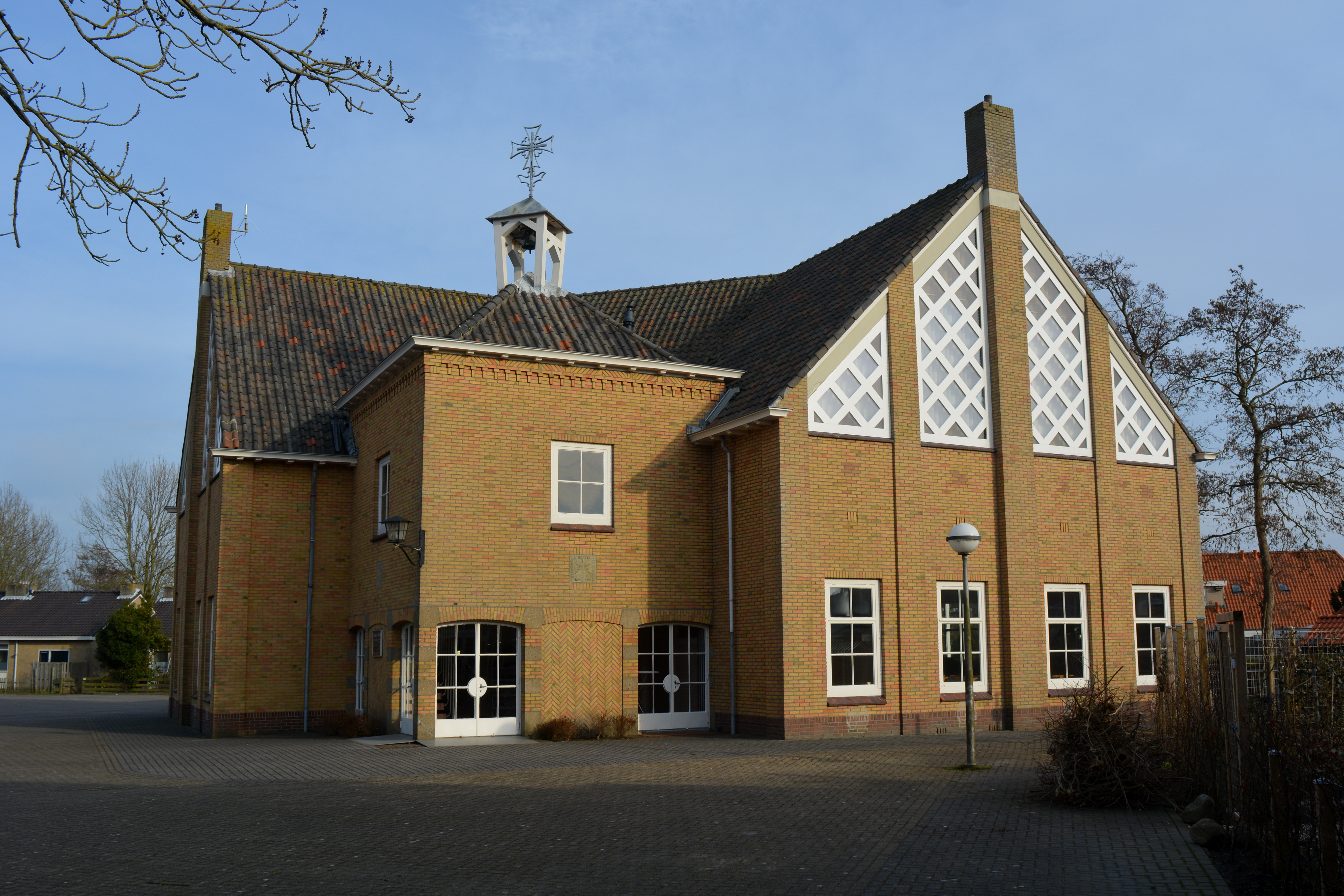
Midlumerlaankerk

## Zorg

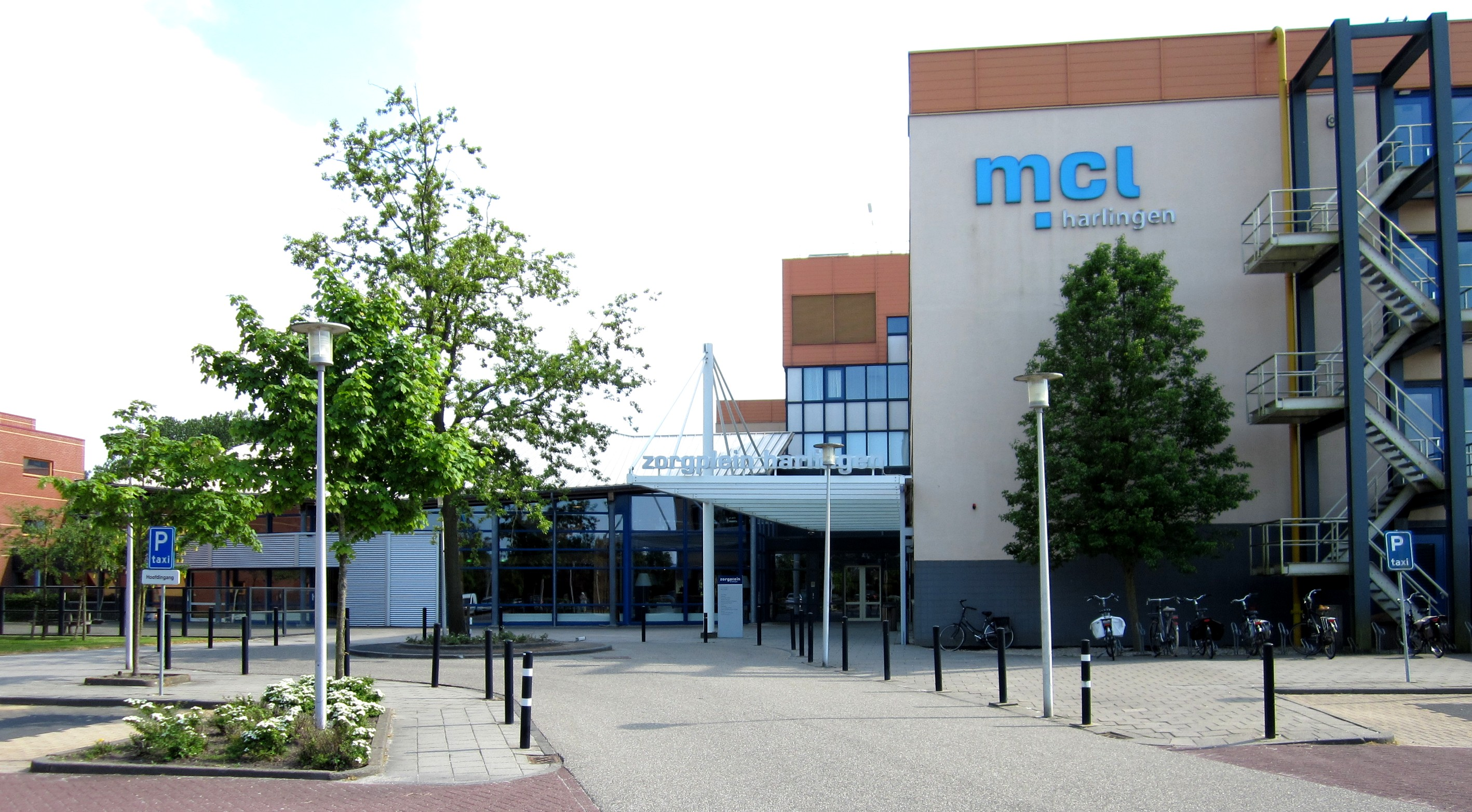
MCL Harlingen

- MCL Harlingen (tot 1995 Ziekenhuis Oranjeoord)
- Voormalig Sint Jozefziekenhuis

## Media
- Harlinger Courant
- Omroep RSH (Radio Stad Harlingen)

## Economie
- Harlinger Aardewerk- en Tegelfabriek
- Frisia Zout
- Shipdock
- Damen Shiprepair Harlingen (DSHl)

## Naamgenoot
- De stad Harlingen (65.000 inwoners in 2010), in het zuidelijkste county van Texas in de Verenigde Staten, is vernoemd naar het Friese Harlingen.

## Afbeeldingen

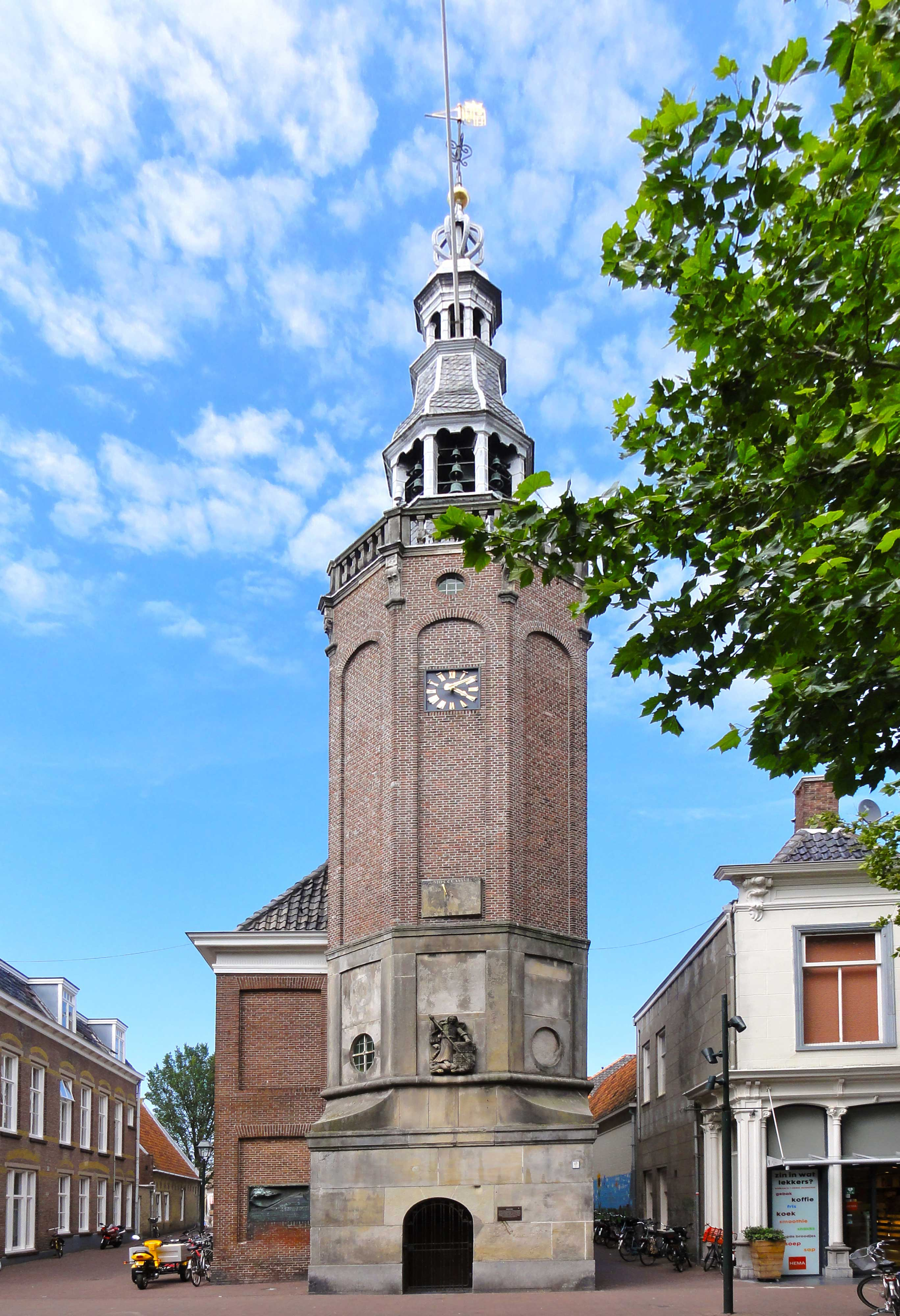
Raadhuistoren
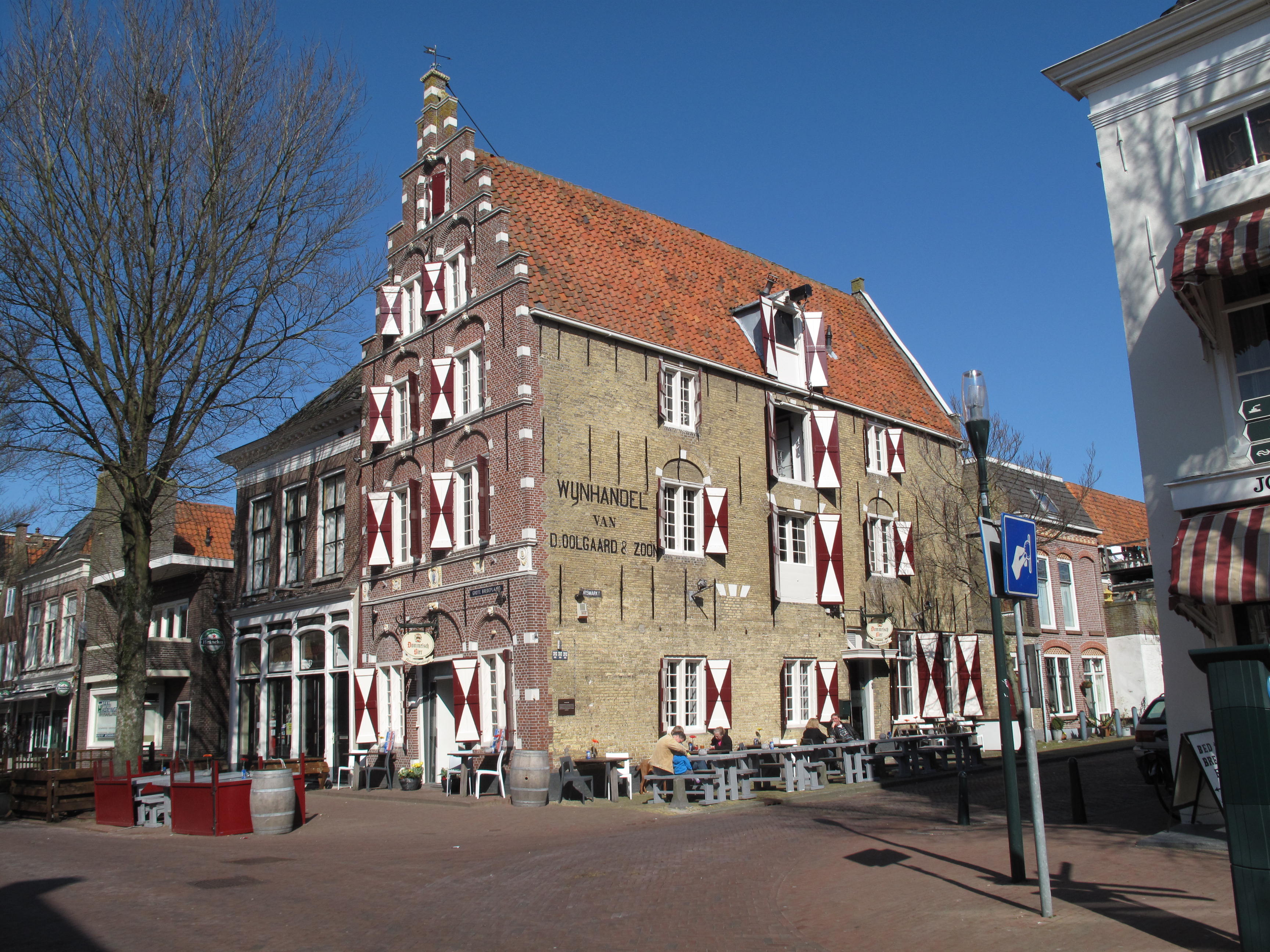
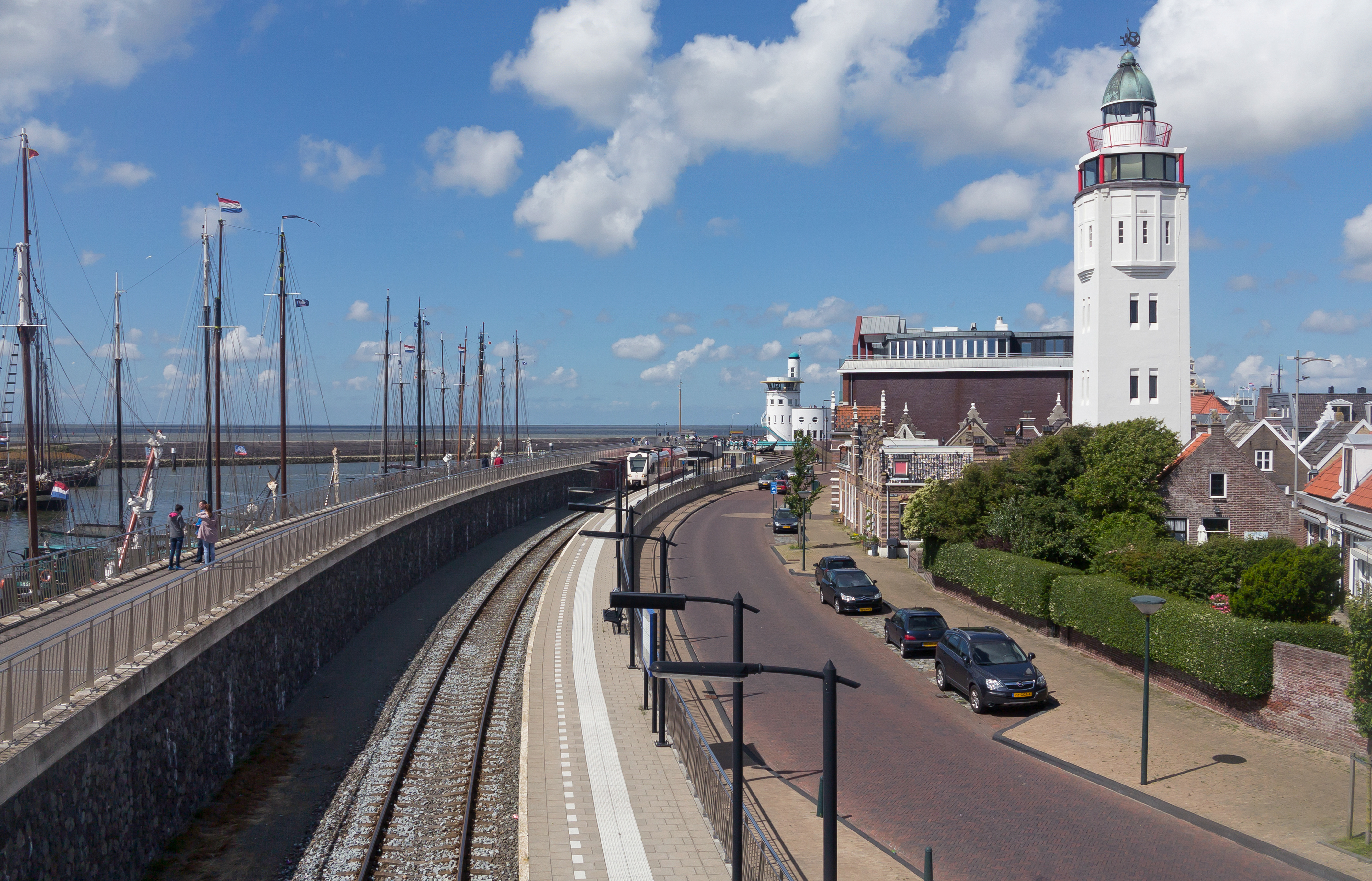
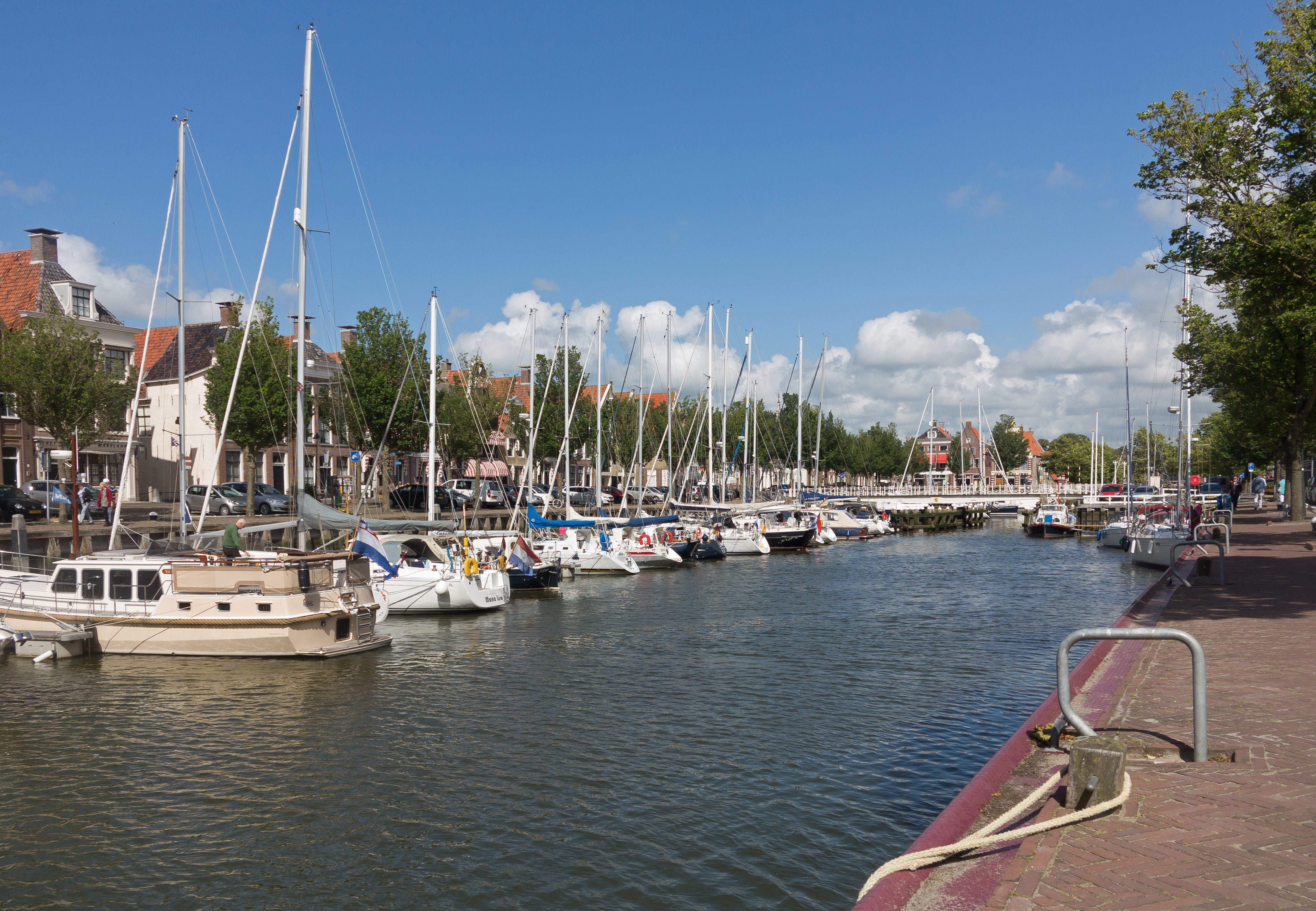
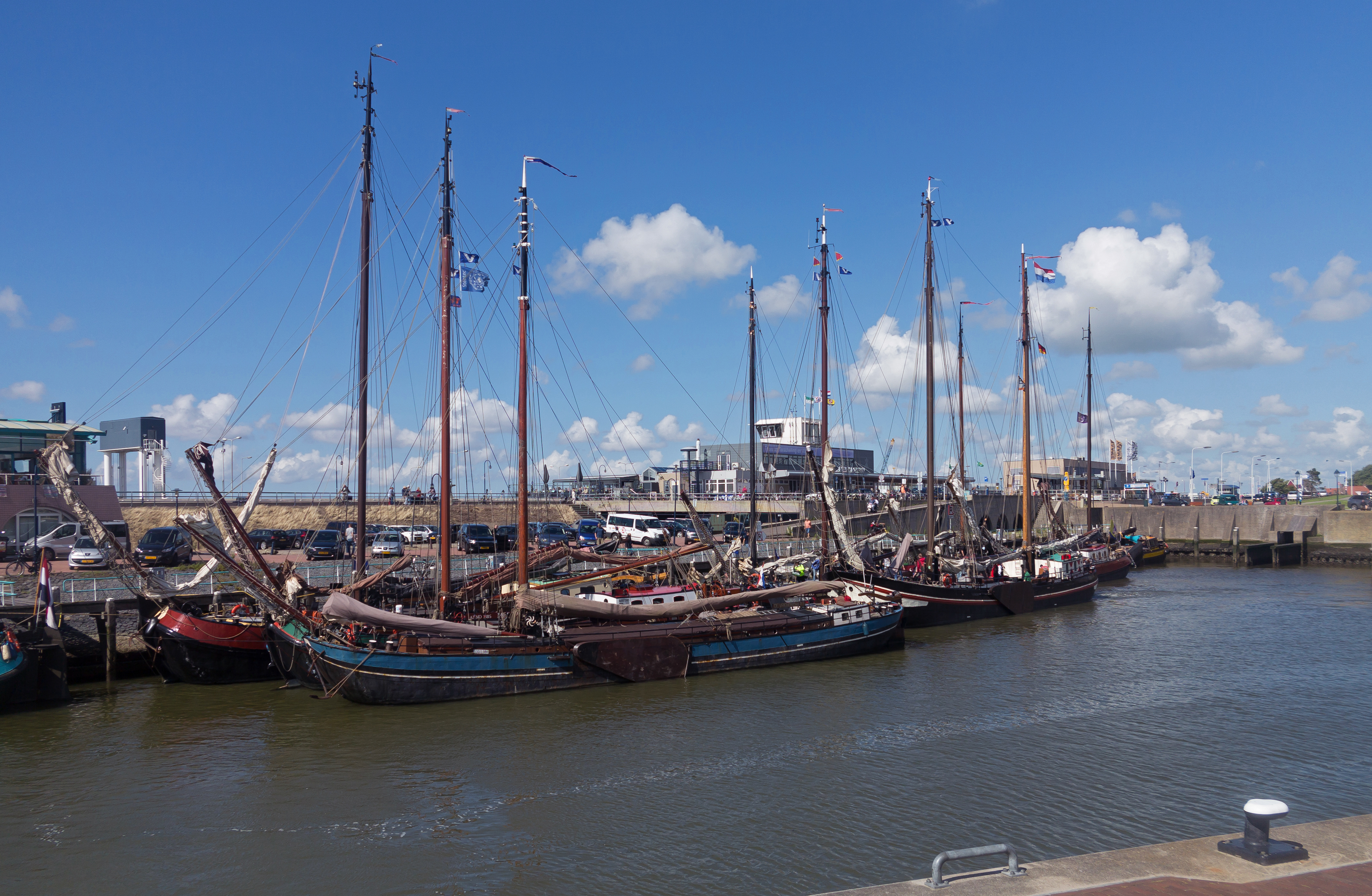
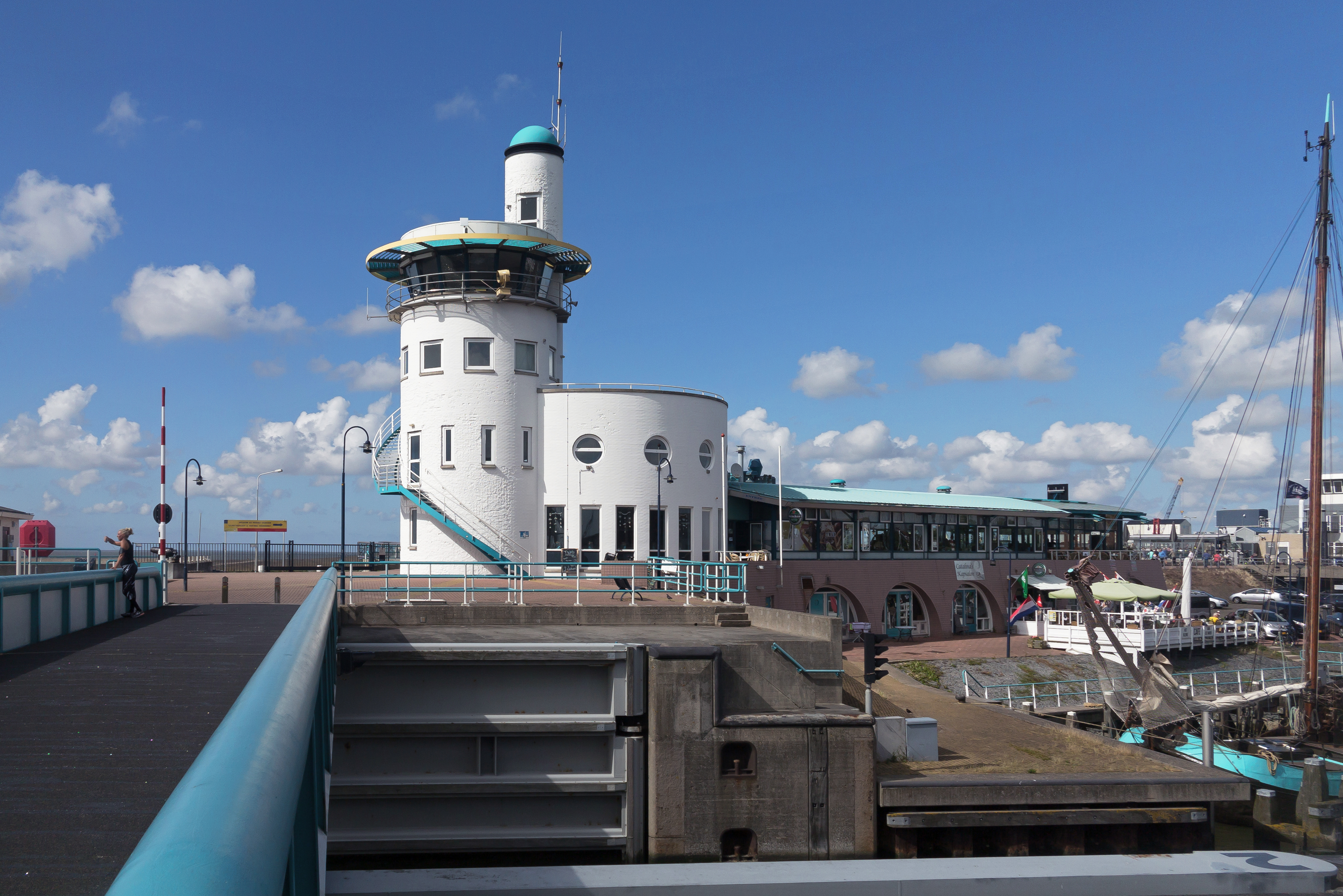
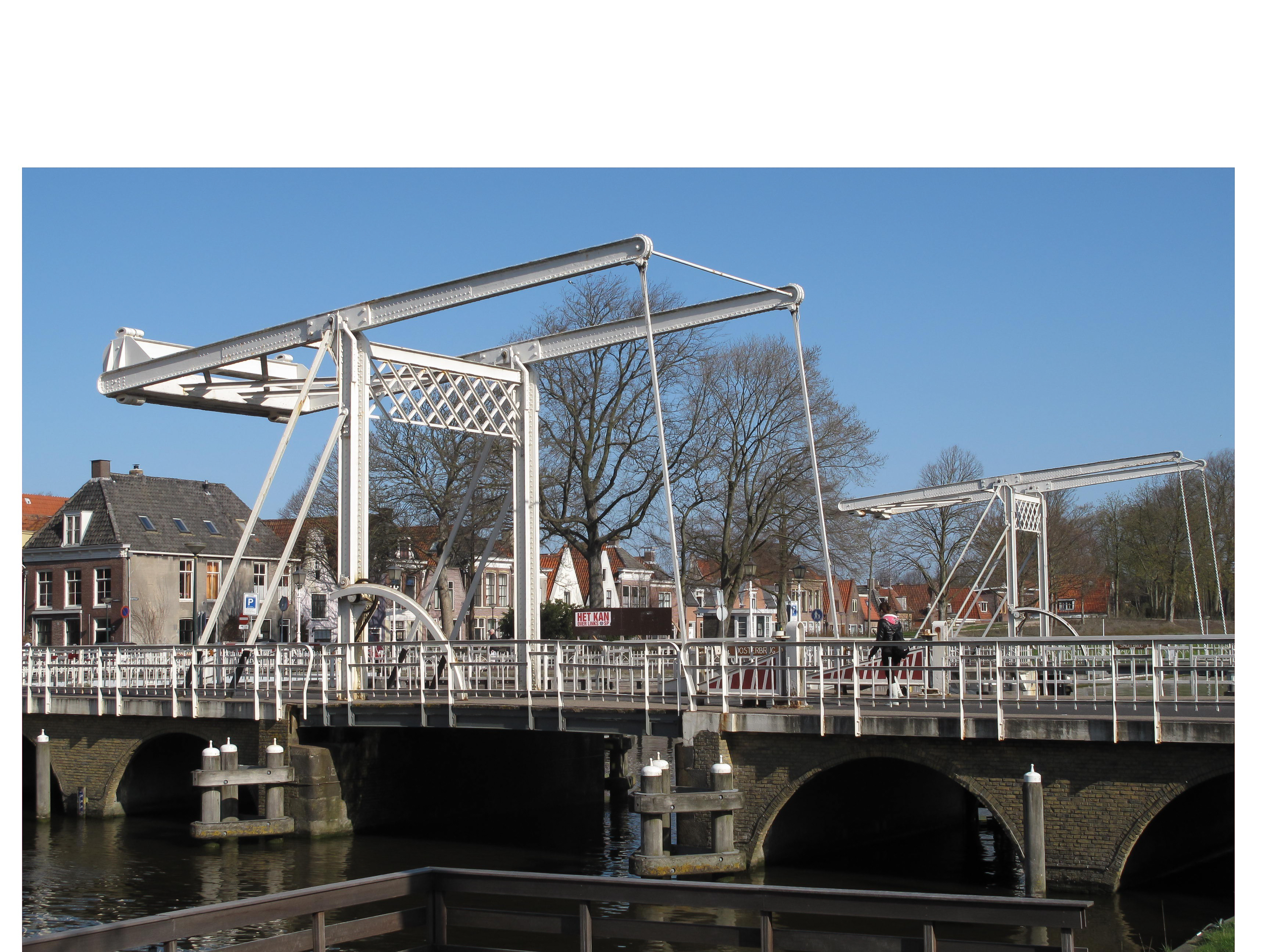